# Bahnstrecke Berlin–Hamburg
| | |                                                         |                                                         |
| | |                                                         |                                                         |
| Fernbahn | |                                                         |                                                         |
| Streckennummer (DB): | 6100 (Berlin-Spandau–Hamburg Hbf) |                                                         |                                                         |
| Kursbuchstrecke (DB): | 100 (Hamburg–Hagenow) 102 (Hamburg–Büchen) 172 (Hagenow–Ludwigslust) 202 (Ludwigslust–Berlin) 209.10, 209.14 (Nauen–Berlin)                                                                                    |                                                         |                                                         |
| Kursbuchstrecke: | 100 (1934) 96 (Dampf S-Bahn Berlin–Nauen 1934) 92 (Büchen–Hamburg 1934) 100k (Büchen–Hamburg 1939) 110 (Berlin Lehrter Bf – Schwanheide 1946) 101c (Berlin Lehrter Bf – Nauen 1946) 110a (Büchen–Hamburg 1946) |                                                         |                                                         |
| Streckenlänge: | 286,7 km |                                                         |                                                         |
| Spurweite: | 1435 mm (Normalspur) |                                                         |                                                         |
| Streckenklasse: | D4 |                                                         |                                                         |
| Stromsystem: | 15 kV 16,7 Hz ~ |                                                         |                                                         |
| Streckengeschwindigkeit: | 230 km/h |                                                         |                                                         |
| Zugbeeinflussung: | PZB, LZB |                                                         |                                                         |
| Zweigleisigkeit: | durchgehend außer km 282,2 bis 284,6 |                                                         |                                                         |
| | |                                                         |                                                         |
| S-Bahn Berlin | |                                                         |                                                         |
| Streckennummer (DB): | 6020, 6025 |                                                         |                                                         |
| Kursbuchstrecke (DB): | 200.41, 200.42, 200.5 |                                                         |                                                         |
| Spurweite: | 1435 mm (Normalspur) |                                                         |                                                         |
| Stromsystem: | Stromschiene, 750 V = |                                                         |                                                         |
| | |                                                         |                                                         |
| S-Bahn Hamburg | |                                                         |                                                         |
| Streckennummer (DB): | 1244 |                                                         |                                                         |
| Kursbuchstrecke (DB): | 101.2 |                                                         |                                                         |
| Streckenlänge: | 25,076 km |                                                         |                                                         |
| Spurweite: | 1435 mm (Normalspur) |                                                         |                                                         |
| Stromsystem: | Stromschiene, 1200 V = |                                                         |                                                         |
| Streckengeschwindigkeit: | 100 km/h |                                                         |                                                         |
| Zugbeeinflussung: | PZB S-Bahn Hamburg, ETCS Level 2 |                                                         |                                                         |
| Zweigleisigkeit: | Hamburg Hbf–Wohltorf |                                                         |                                                         |
| | |                                                         |                                                         |
| \| \| \| von Berlin Südkreuz \| \| \| \| \| Berlin Hbf (tief) \| \| \| \| 0,200 \| Berlin Hamburger Bf \| Berlin Hamburger Bf \| \| \| \| Berlin Hamb u Lehrt Bf \| \| \| \| \| nach Berlin Gesundbrunnen \| \| \| \| \| (Überwerfungsbauwerk) \| \| \| \| \| von Berlin Gesundbrunnen \| \| \| \| \| von Berlin Gesundbrunnen \| \| \| \| \| Berlin Westhafen \| \| \| \| 2,880 \| Berlin-Moabit \| Berlin-Moabit \| \| \| \| Berlin Beusselstraße \| \| \| \| \| ehem. Verbindungsgleis \| \| \| \| 5,650 \| Berlin Jungfernheide \| Berlin Jungfernheide \| \| \| \| Siemensbahn, Berliner Ringbahn \| \| \| \| \| von Abzw Berlin-Charlottenburg \| \| \| \| 7,740 \| Siemensstadt-Fürstenbrunn \| Siemensstadt-Fürstenbrunn \| \| \| 8,659 \| Abzw Berlin Wiesendamm \| Abzw Berlin Wiesendamm \| \| \| \| \| \| \| \| 10,25310,013 \| Kilometersprung (240 m) \| Kilometersprung (240 m) \| \| \| \| \| \| \| \| 10,860 \| Berlin-Ruhleben Gbf \| Berlin-Ruhleben Gbf \| \| \| \| von Berlin-Charlottenburg \| \| \| \| \| von Westkreuz \| \| \| \| \| ehem. Gleis der S-Bahn \| \| \| \| 11,700 \| Berlin-Stresow \| Berlin-Stresow \| \| \| 12,428 \| Berlin-Spandau \| Berlin-Spandau \| \| \| \| nach Hannover \| \| \| \| 17,422 \| Berlin-Albrechtshof \| Berlin-Albrechtshof \| \| \| 17,531 \| Landesgrenze Berlin/Brandenburg \| Landesgrenze Berlin/Brandenburg \| \| \| 18,320 \| Seegefeld \| Seegefeld \| \| \| 20,373 \| Falkensee \| Falkensee \| \| \| 23,195 \| Finkenkrug (früher Bf) \| Finkenkrug (früher Bf) \| \| \| 24,596 \| Abzw Finkenkrug \| Abzw Finkenkrug \| \| \| \| Berliner Außenring (BAR) \| \| \| \| \| Falkenhagener Kreuz \| \| \| \| 26,950 \| Brieselang \| Brieselang \| \| \| \| von Bredow \| \| \| \| \| von Velten (Mark) und Ketzin \| \| \| \| 35,370 \| Nauen (ehem. Anschluss zur RSN) \| Nauen (ehem. Anschluss zur RSN) \| \| \| \| nach Kremmen \| \| \| \| 42,210 \| Berger Damm \| Berger Damm \| \| \| 48,990 \| Paulinenaue (ehem. Anschluss zur RSN) \| Paulinenaue (ehem. Anschluss zur RSN) \| \| \| \| nach Neuruppin \| \| \| \| 57,150 \| Vietznitz \| Vietznitz \| \| \| 61,670 \| Friesack (Mark) \| Friesack (Mark) \| \| \| 66,580 \| Segeletz \| Segeletz \| \| \| \| von Neuruppin, von Brandenburg \| \| \| \| 75,432 \| Neustadt (Dosse) \| Neustadt (Dosse) \| \| \| \| nach Meyenburg \| \| \| \| 83,500 \| Zernitz (heute Blockstelle) \| Zernitz (heute Blockstelle) \| \| \| 88,830 \| Stüdenitz \| Stüdenitz \| \| \| 92,120 \| Breddin \| Breddin \| \| \| 101,810 \| Glöwen \| Glöwen \| \| \| \| nach Havelberg \| \| \| \| 112,800 \| Bad Wilsnack \| Bad Wilsnack \| \| \| 119,960 \| Kuhblank \| Kuhblank \| \| \| 125,200 \| Wittenberge Süd \| Wittenberge Süd \| \| \| \| von Stendal \| \| \| \| 126,794 \| Wittenberge (ehem. Keilbahnhof) \| Wittenberge (ehem. Keilbahnhof) \| \| \| \| nach Wittstock \| \| \| \| 128,500 \| Wittenberge Nord \| Wittenberge Nord \| \| \| \| nach Lüneburg \| \| \| \| 135,810 \| Dergenthin (ehem. PV) \| Dergenthin (ehem. PV) \| \| \| 144,380 \| Karstädt \| Karstädt \| \| \| 151,2 \| Löwenkopfbrücke \| Löwenkopfbrücke \| \| \| 154,830 \| Klein Warnow (ehem. PV) \| Klein Warnow (ehem. PV) \| \| \| \| \| \| \| \| 155,429 \| Landesgrenze Brandenburg/ Mecklenburg-Vorpommern \| Landesgrenze Brandenburg/ Mecklenburg-Vorpommern \| \| \| \| \| \| \| \| 163,210 \| Grabow (Meckl) \| Grabow (Meckl) \| \| \| \| von Dömitz \| \| \| \| \| von Parchim \| \| \| \| 170,785 \| Ludwigslust \| Ludwigslust \| \| \| \| nach Wismar \| \| \| \| 180,630 \| Jasnitz (ehem. Fürstenbahnhof) \| Jasnitz (ehem. Fürstenbahnhof) \| \| \| 184,650 \| Strohkirchen \| Strohkirchen \| \| \| \| von Schwerin \| \| \| \| 191,830 \| Hagenow Land Keilbahnhof \| Hagenow Land Keilbahnhof \| \| \| 192,279 \| nach Hagenow Stadt \| nach Hagenow Stadt \| \| \| 202,596 \| Pritzier \| Pritzier \| \| \| 211,540 \| Brahlstorf \| Brahlstorf \| \| \| \| nach Neuhaus (Elbe) \| \| \| \| 218,170 \| Kuhlenfeld \| Kuhlenfeld \| \| \| 224,954 \| Boizenburg (Elbe) \| Boizenburg (Elbe) \| \| \| \| nach Boizenburg Hafen \| \| \| \| 232,008 \| Schwanheide (früher Bf) \| Schwanheide (früher Bf) \| \| \| \| \| \| \| \| 236,475 \| Landesgrenze Mecklenburg-Vorpommern/ Schleswig-Holstein \| Landesgrenze Mecklenburg-Vorpommern/ Schleswig-Holstein \| \| \| \| \| \| \| \| \| Elbe-Lübeck-Kanal \| \| \| \| \| von Lauenburg \| \| \| \| 238,916 \| Büchen Keilbahnhof \| Büchen Keilbahnhof \| \| \| 239,230 \| nach Lübeck \| nach Lübeck \| \| \| 240,000 \| Büchen Bbf \| Büchen Bbf \| \| \| 241,640 \| Üst Steinautal \| Üst Steinautal \| \| \| 244,017 \| Müssen \| Müssen \| \| \| 249,229 \| Schwarzenbek \| Schwarzenbek \| \| \| \| nach Bad Oldesloe \| \| \| \| 259,566 \| Friedrichsruh (früher Bf, bis 2019 PV) \| Friedrichsruh (früher Bf, bis 2019 PV) \| \| \| 259,4+292,0259,6+87,5 \| \| \| \| \| \| \| \| \| \| \| Einsatzstelle Aumühle \| \| \| \| 260,901 \| Aumühle Abzw \| Aumühle Abzw \| \| \| 25,076 261,326 \| Aumühle \| Aumühle \| \| \| 22,407 264,075 \| Wohltorf \| Wohltorf \| \| \| 20,192 266,345 \| Reinbek \| Reinbek \| \| \| 17,800 268,623 \| Landesgrenze Schleswig-Holstein/Hamburg \| Landesgrenze Schleswig-Holstein/Hamburg \| \| \| 16,281 270,072 \| Hamburg-Bergedorf \| Hamburg-Bergedorf \| \| \| 271,341 \| von Bergedorf-Geesthachter Eisenbahn \| von Bergedorf-Geesthachter Eisenbahn \| \| \| 271,800 \| Hamburg-Bergedorf Gbf \| Hamburg-Bergedorf Gbf \| \| \| 14,570 000,000 \| Hamburg-Nettelnburg \| Hamburg-Nettelnburg \| \| \| 13,066 000,000 \| Hamburg-Allermöhe \| Hamburg-Allermöhe \| \| \| 273,706 \| Hamburg-Allermöhe (Abzw) \| Hamburg-Allermöhe (Abzw) \| \| \| \| \| \| \| \| 10,975 000,000 \| Hamburg Mittlerer Landweg \| Hamburg Mittlerer Landweg \| \| \| \| Hamburg-Billwerder Ubf \| \| \| \| 9,437 000,000 \| Hamburg-Billwerder Üst \| Hamburg-Billwerder Üst \| \| \| \| Hamburg-Billwerder \| \| \| \| 278,320 \| Hamburg-Billwerder-Moorfleet (Abzw) \| Hamburg-Billwerder-Moorfleet (Abzw) \| \| \| 8,013 000,000 \| Hamburg Billwerder-Moorfleet \| Hamburg Billwerder-Moorfleet \| \| \| 280,590 \| Hamburg-Rothenburgsort Tk \| Hamburg-Rothenburgsort Tk \| \| \| 5,261 000,000 \| Hamburg-Tiefstack \| Hamburg-Tiefstack \| \| \| \| Güterumgehungsbahn von HH-Eidelstedt \| \| \| \| \| Güterumgehungsbahn nach HH-Harburg \| \| \| \| 282,010 \| HH-Rothenburgsort Rop \| HH-Rothenburgsort Rop \| \| \| 282,574282,807 \| Kilometersprung (233 m) \| Kilometersprung (233 m) \| \| \| 3,695 000,000 \| Hamburg-Rothenburgsort \| Hamburg-Rothenburgsort \| \| \| \| nach Abzw Oberhafen \| \| \| \| 2,974 283,699 \| Bille \| Bille \| \| \| 284,663 \| Hamburg Anckelmannsplatz (Üst) \| Hamburg Anckelmannsplatz (Üst) \| \| \| 1,640 285,113 \| Hamburg Berliner Tor \| Hamburg Berliner Tor \| \| \| 1,470 000,000 \| Strecke von Lübeck \| Strecke von Lübeck \| \| \| \| S-Bahn von Poppenbüttel/Hamburg Airport \| \| \| \| 0,613 000,000 \| S-Bahn von Hamburg-Harburg/Stade \| S-Bahn von Hamburg-Harburg/Stade \| \| \| \| Hamburg Berliner Bf \| \| \| \| \| von Wanne-Eickel \| \| \| \| 0,177 286,663 \| Hamburg Hbf \| Hamburg Hbf \| \| \| 0,000 000,000 \| Übergang Stadtbahn/Verbindungsbahn \| Übergang Stadtbahn/Verbindungsbahn \| \| \| \| City-S-Bahn nach Hamburg-Altona \| \| \| \| \| Verbindungsbahn nach Hamburg-Altona \| \| \| \| \| \| \| \| Quellen: [1][2] \| \| \| \| | |                                                         |                                                         |
| Strecke (im Tunnel) | | von Berlin Südkreuz                                     | von Berlin Südkreuz                                     |
| Bahnhof (im Tunnel) | | Berlin Hbf (tief)                                       | Berlin Hbf (tief)                                       |
| Kopfbahnhof Streckenanfang (Strecke außer Betrieb) · Tunnelende | 0,200 | Berlin Hamburger Bf                                     | Berlin Hamburger Bf                                     |
| Betriebs-/Güterbahnhof Streckenanfang · Abzweig ehemals geradeaus und von links · Strecke nach rechts | | Berlin Hamb u Lehrt Bf                                  | Berlin Hamb u Lehrt Bf                                  |
| Kreuzung geradeaus unten · Abzweig geradeaus und nach rechts | | nach Berlin Gesundbrunnen                               | nach Berlin Gesundbrunnen                               |
| Abzweig nach links und von links · Kreuzung geradeaus unten · Strecke von rechts | | (Überwerfungsbauwerk)                                   | (Überwerfungsbauwerk)                                   |
| Abzweig quer und nach rechts · Abzweig geradeaus und von rechts · Strecke | | von Berlin Gesundbrunnen                                | von Berlin Gesundbrunnen                                |
| Strecke von rechts · Strecke · Strecke | | von Berlin Gesundbrunnen                                | von Berlin Gesundbrunnen                                |
| S-Bahnhof · Strecke · Strecke | | Berlin Westhafen                                        | Berlin Westhafen                                        |
| Strecke · Dienststation / Betriebs- oder Güterbahnhof · Dienststation / Betriebs- oder Güterbahnhof | 2,880 | Berlin-Moabit                                           | Berlin-Moabit                                           |
| S-Bahnhof · Strecke · Strecke | | Berlin Beusselstraße                                    | Berlin Beusselstraße                                    |
| Abzweig geradeaus und ehemals nach links · Abzweig geradeaus und ehemals von rechts · Strecke | | ehem. Verbindungsgleis                                  | ehem. Verbindungsgleis                                  |
| S-Bahnhof · Haltepunkt / Haltestelle · Strecke | 5,650 | Berlin Jungfernheide                                    | Berlin Jungfernheide                                    |
| Abzweig nach links und ehemals nach rechts · Kreuzung geradeaus unten · Strecke nach links | | Siemensbahn, Berliner Ringbahn                          | Siemensbahn, Berliner Ringbahn                          |
| Strecke · Strecke von links | | von Abzw Berlin-Charlottenburg                          | von Abzw Berlin-Charlottenburg                          |
| ehemaliger S-Bahn-Halt · Strecke | 7,740 | Siemensstadt-Fürstenbrunn                               | Siemensstadt-Fürstenbrunn                               |
| | 8,659 | Abzw Berlin Wiesendamm                                  | Abzw Berlin Wiesendamm                                  |
| | |                                                         |                                                         |
| Kilometer-Wechsel · Strecke | 10,25310,013 | Kilometersprung (240 m)                                 | Kilometersprung (240 m)                                 |
| | |                                                         |                                                         |
| Strecke · Dienststation / Betriebs- oder Güterbahnhof | 10,860 | Berlin-Ruhleben Gbf                                     | Berlin-Ruhleben Gbf                                     |
| Abzweig geradeaus und von links · Kreuzung geradeaus unten | | von Berlin-Charlottenburg                               | von Berlin-Charlottenburg                               |
| Strecke von links · Kreuzung geradeaus unten · Kreuzung geradeaus unten | | von Westkreuz                                           | von Westkreuz                                           |
| Abzweig geradeaus und ehemals von links · Abzweig geradeaus und ehemals nach rechts · Strecke | | ehem. Gleis der S-Bahn                                  | ehem. Gleis der S-Bahn                                  |
| S-Bahn-Halt · ehemaliger Bahnhof · Strecke | 11,700 | Berlin-Stresow                                          | Berlin-Stresow                                          |
| S-Kopfbahnhof Streckenende · Bahnhof · Dienststation / Betriebs- oder Güterbahnhof | 12,428 | Berlin-Spandau                                          | Berlin-Spandau                                          |
| Abzweig geradeaus und nach links · Strecke nach links | | nach Hannover                                           | nach Hannover                                           |
| Haltepunkt / Haltestelle | 17,422 | Berlin-Albrechtshof                                     | Berlin-Albrechtshof                                     |
| Grenze | 17,531 | Landesgrenze Berlin/Brandenburg                         | Landesgrenze Berlin/Brandenburg                         |
| Haltepunkt / Haltestelle | 18,320 | Seegefeld                                               | Seegefeld                                               |
| Bahnhof | 20,373 | Falkensee                                               | Falkensee                                               |
| Haltepunkt / Haltestelle | 23,195 | Finkenkrug (früher Bf)                                  | Finkenkrug (früher Bf)                                  |
| Abzweig geradeaus und nach halbrechts | 24,596 | Abzw Finkenkrug                                         | Abzw Finkenkrug                                         |
| Abzweig quer und nach halblinks · Kreuzung geradeaus unten · Abzweig quer | | Berliner Außenring (BAR)                                | Berliner Außenring (BAR)                                |
| Abzweig geradeaus, von halblinks und von halbrechts | | Falkenhagener Kreuz                                     | Falkenhagener Kreuz                                     |
| Bahnhof | 26,950 | Brieselang                                              | Brieselang                                              |
| Abzweig geradeaus und ehemals von links | | von Bredow                                              | von Bredow                                              |
| Abzweig geradeaus, ehemals von links und ehemals von rechts | | von Velten (Mark) und Ketzin                            | von Velten (Mark) und Ketzin                            |
| Bahnhof | 35,370 | Nauen (ehem. Anschluss zur RSN)                         | Nauen (ehem. Anschluss zur RSN)                         |
| Abzweig geradeaus und ehemals nach rechts | | nach Kremmen                                            | nach Kremmen                                            |
| ehemaliger Bahnhof | 42,210 | Berger Damm                                             | Berger Damm                                             |
| Bahnhof | 48,990 | Paulinenaue (ehem. Anschluss zur RSN)                   | Paulinenaue (ehem. Anschluss zur RSN)                   |
| Abzweig geradeaus und ehemals nach rechts | | nach Neuruppin                                          | nach Neuruppin                                          |
| ehemaliger Haltepunkt / Haltestelle | 57,150 | Vietznitz                                               | Vietznitz                                               |
| Bahnhof | 61,670 | Friesack (Mark)                                         | Friesack (Mark)                                         |
| ehemaliger Dienststation / Betriebs- oder Güterbahnhof | 66,580 | Segeletz                                                | Segeletz                                                |
| Abzweig geradeaus, von rechts und ehemals von links | | von Neuruppin, von Brandenburg                          | von Neuruppin, von Brandenburg                          |
| Bahnhof | 75,432 | Neustadt (Dosse)                                        | Neustadt (Dosse)                                        |
| Abzweig geradeaus und nach rechts | | nach Meyenburg                                          | nach Meyenburg                                          |
| ehemaliger Bahnhof | 83,500 | Zernitz (heute Blockstelle)                             | Zernitz (heute Blockstelle)                             |
| ehemaliger Bahnhof | 88,830 | Stüdenitz                                               | Stüdenitz                                               |
| Bahnhof | 92,120 | Breddin                                                 | Breddin                                                 |
| Bahnhof | 101,810 | Glöwen                                                  | Glöwen                                                  |
| Abzweig geradeaus und ehemals nach links | | nach Havelberg                                          | nach Havelberg                                          |
| Bahnhof | 112,800 | Bad Wilsnack                                            | Bad Wilsnack                                            |
| ehemaliger Bahnhof | 119,960 | Kuhblank                                                | Kuhblank                                                |
| ehemaliger Haltepunkt / Haltestelle | 125,200 | Wittenberge Süd                                         | Wittenberge Süd                                         |
| Abzweig geradeaus und von links | | von Stendal                                             | von Stendal                                             |
| Bahnhof | 126,794 | Wittenberge (ehem. Keilbahnhof)                         | Wittenberge (ehem. Keilbahnhof)                         |
| Abzweig geradeaus und nach rechts | | nach Wittstock                                          | nach Wittstock                                          |
| Dienststation / Betriebs- oder Güterbahnhof | 128,500 | Wittenberge Nord                                        | Wittenberge Nord                                        |
| Abzweig geradeaus und ehemals nach links | | nach Lüneburg                                           | nach Lüneburg                                           |
| Dienststation / Betriebs- oder Güterbahnhof | 135,810 | Dergenthin (ehem. PV)                                   | Dergenthin (ehem. PV)                                   |
| Bahnhof | 144,380 | Karstädt                                                | Karstädt                                                |
| Strecke mit Straßenbrücke | 151,2 | Löwenkopfbrücke                                         | Löwenkopfbrücke                                         |
| Dienststation / Betriebs- oder Güterbahnhof | 154,830 | Klein Warnow (ehem. PV)                                 | Klein Warnow (ehem. PV)                                 |
| | |                                                         |                                                         |
| Grenze | 155,429 | Landesgrenze Brandenburg/ Mecklenburg-Vorpommern        | Landesgrenze Brandenburg/ Mecklenburg-Vorpommern        |
| | |                                                         |                                                         |
| Bahnhof | 163,210 | Grabow (Meckl)                                          | Grabow (Meckl)                                          |
| Strecke von links (außer Betrieb) · Kreuzung geradeaus unten (Querstrecke außer Betrieb) · Strecke quer (außer Betrieb) | | von Dömitz                                              | von Dömitz                                              |
| Abzweig quer, ehemals nach links und ehemals nach rechts · Abzweig geradeaus und von rechts | | von Parchim                                             | von Parchim                                             |
| Bahnhof | 170,785 | Ludwigslust                                             | Ludwigslust                                             |
| Abzweig geradeaus und nach rechts | | nach Wismar                                             | nach Wismar                                             |
| Bahnhof | 180,630 | Jasnitz (ehem. Fürstenbahnhof)                          | Jasnitz (ehem. Fürstenbahnhof)                          |
| Haltepunkt / Haltestelle | 184,650 | Strohkirchen                                            | Strohkirchen                                            |
| Abzweig geradeaus und von rechts | | von Schwerin                                            | von Schwerin                                            |
| Bahnhof | 191,830 | Hagenow Land Keilbahnhof                                | Hagenow Land Keilbahnhof                                |
| Abzweig geradeaus und nach rechts | 192,279 | nach Hagenow Stadt                                      | nach Hagenow Stadt                                      |
| Bahnhof | 202,596 | Pritzier                                                | Pritzier                                                |
| Bahnhof | 211,540 | Brahlstorf                                              | Brahlstorf                                              |
| Abzweig geradeaus und ehemals nach links | | nach Neuhaus (Elbe)                                     | nach Neuhaus (Elbe)                                     |
| ehemaliger Bahnhof | 218,170 | Kuhlenfeld                                              | Kuhlenfeld                                              |
| Bahnhof | 224,954 | Boizenburg (Elbe)                                       | Boizenburg (Elbe)                                       |
| Abzweig geradeaus und ehemals nach links | | nach Boizenburg Hafen                                   | nach Boizenburg Hafen                                   |
| Haltepunkt / Haltestelle | 232,008 | Schwanheide (früher Bf)                                 | Schwanheide (früher Bf)                                 |
| | |                                                         |                                                         |
| Grenze | 236,475 | Landesgrenze Mecklenburg-Vorpommern/ Schleswig-Holstein | Landesgrenze Mecklenburg-Vorpommern/ Schleswig-Holstein |
| | |                                                         |                                                         |
| Brücke über Wasserlauf | | Elbe-Lübeck-Kanal                                       | Elbe-Lübeck-Kanal                                       |
| Abzweig geradeaus und von links | | von Lauenburg                                           | von Lauenburg                                           |
| Bahnhof | 238,916 | Büchen Keilbahnhof                                      | Büchen Keilbahnhof                                      |
| Abzweig geradeaus und nach rechts | 239,230 | nach Lübeck                                             | nach Lübeck                                             |
| Dienststation / Betriebs- oder Güterbahnhof | 240,000 | Büchen Bbf                                              | Büchen Bbf                                              |
| Überleitstelle / Spurwechsel | 241,640 | Üst Steinautal                                          | Üst Steinautal                                          |
| Haltepunkt / Haltestelle | 244,017 | Müssen                                                  | Müssen                                                  |
| Bahnhof | 249,229 | Schwarzenbek                                            | Schwarzenbek                                            |
| Abzweig geradeaus und ehemals nach rechts | | nach Bad Oldesloe                                       | nach Bad Oldesloe                                       |
| Haltepunkt / Haltestelle | 259,566 | Friedrichsruh (früher Bf, bis 2019 PV)                  | Friedrichsruh (früher Bf, bis 2019 PV)                  |
| Kilometer-Wechsel | 259,4+292,0259,6+87,5 |                                                         |                                                         |
| Strecke von links (außer Betrieb) · Abzweig geradeaus und ehemals nach rechts | |                                                         |                                                         |
| Dienststation / Betriebs- oder Güterbahnhof (Strecke außer Betrieb) · Strecke | | Einsatzstelle Aumühle                                   | Einsatzstelle Aumühle                                   |
| | 260,901 | Aumühle Abzw                                            | Aumühle Abzw                                            |
| S-Bahnhof · ehemaliger Bahnhof | 25,076 261,326 | Aumühle                                                 | Aumühle                                                 |
| S-Bahnhof · ehemaliger Haltepunkt / Haltestelle | 22,407 264,075 | Wohltorf                                                | Wohltorf                                                |
| S-Bahn-Halt · ehemaliger Bahnhof | 20,192 266,345 | Reinbek                                                 | Reinbek                                                 |
| Grenze · Grenze | 17,800 268,623 | Landesgrenze Schleswig-Holstein/Hamburg                 | Landesgrenze Schleswig-Holstein/Hamburg                 |
| S-Bahnhof · Bahnhof | 16,281 270,072 | Hamburg-Bergedorf                                       | Hamburg-Bergedorf                                       |
| Strecke · Abzweig geradeaus, ehemals nach links und von links | 271,341 | von Bergedorf-Geesthachter Eisenbahn                    | von Bergedorf-Geesthachter Eisenbahn                    |
| Strecke · Dienststation / Betriebs- oder Güterbahnhof | 271,800 | Hamburg-Bergedorf Gbf                                   | Hamburg-Bergedorf Gbf                                   |
| S-Bahn-Halt · Strecke | 14,570 000,000 | Hamburg-Nettelnburg                                     | Hamburg-Nettelnburg                                     |
| S-Bahn-Halt · Strecke | 13,066 000,000 | Hamburg-Allermöhe                                       | Hamburg-Allermöhe                                       |
| Strecke · Blockstelle | 273,706 | Hamburg-Allermöhe (Abzw)                                | Hamburg-Allermöhe (Abzw)                                |
| Strecke · Abzweig geradeaus und nach links · Strecke von rechts | |                                                         |                                                         |
| S-Bahn-Halt · Strecke · Strecke | 10,975 000,000 | Hamburg Mittlerer Landweg                               | Hamburg Mittlerer Landweg                               |
| Strecke · Strecke · Dienststation / Betriebs- oder Güterbahnhof | | Hamburg-Billwerder Ubf                                  | Hamburg-Billwerder Ubf                                  |
| Überleitstelle / Spurwechsel · Strecke · Strecke | 9,437 000,000 | Hamburg-Billwerder Üst                                  | Hamburg-Billwerder Üst                                  |
| Strecke · Strecke · Dienststation / Betriebs- oder Güterbahnhof | | Hamburg-Billwerder                                      | Hamburg-Billwerder                                      |
| Strecke · Abzweig geradeaus und von links · Abzweig geradeaus und nach rechts | 278,320 | Hamburg-Billwerder-Moorfleet (Abzw)                     | Hamburg-Billwerder-Moorfleet (Abzw)                     |
| S-Bahn-Halt · Strecke · Strecke | 8,013 000,000 | Hamburg Billwerder-Moorfleet                            | Hamburg Billwerder-Moorfleet                            |
| Strecke · Dienststation / Betriebs- oder Güterbahnhof · Dienststation / Betriebs- oder Güterbahnhof | 280,590 | Hamburg-Rothenburgsort Tk                               | Hamburg-Rothenburgsort Tk                               |
| S-Bahn-Halt · Strecke · Strecke | 5,261 000,000 | Hamburg-Tiefstack                                       | Hamburg-Tiefstack                                       |
| Kreuzung geradeaus oben · Kreuzung geradeaus oben · Abzweig geradeaus und von rechts | | Güterumgehungsbahn von HH-Eidelstedt                    | Güterumgehungsbahn von HH-Eidelstedt                    |
| Strecke · Strecke · Strecke nach links | | Güterumgehungsbahn nach HH-Harburg                      | Güterumgehungsbahn nach HH-Harburg                      |
| Strecke · Abzweig geradeaus und nach links · Strecke von rechts | 282,010 | HH-Rothenburgsort Rop                                   | HH-Rothenburgsort Rop                                   |
| Strecke · Kilometer-Wechsel · Strecke | 282,574282,807 | Kilometersprung (233 m)                                 | Kilometersprung (233 m)                                 |
| S-Bahn-Halt · Strecke · Strecke | 3,695 000,000 | Hamburg-Rothenburgsort                                  | Hamburg-Rothenburgsort                                  |
| Strecke · Strecke · Abzweig ehemals geradeaus und nach links | | nach Abzw Oberhafen                                     | nach Abzw Oberhafen                                     |
| Brücke über Wasserlauf · Brücke über Wasserlauf · Strecke (außer Betrieb) | 2,974 283,699 | Bille                                                   | Bille                                                   |
| Strecke · Überleitstelle / Spurwechsel · Strecke (außer Betrieb) | 284,663 | Hamburg Anckelmannsplatz (Üst)                          | Hamburg Anckelmannsplatz (Üst)                          |
| S-Bahn-Halt Anfang Hochstrecke · ehemaliger Bahnhof · Strecke (außer Betrieb) | 1,640 285,113 | Hamburg Berliner Tor                                    | Hamburg Berliner Tor                                    |
| Kreuzung Ende Hochstrecke · Abzweig geradeaus und von rechts · Strecke (außer Betrieb) | 1,470 000,000 | Strecke von Lübeck                                      | Strecke von Lübeck                                      |
| Abzweig geradeaus und von rechts · Strecke · Strecke (außer Betrieb) | | S-Bahn von Poppenbüttel/Hamburg Airport                 | S-Bahn von Poppenbüttel/Hamburg Airport                 |
| Abzweig geradeaus und von links · Kreuzung links · Kreuzung (Strecke geradeaus außer Betrieb) | 0,613 000,000 | S-Bahn von Hamburg-Harburg/Stade                        | S-Bahn von Hamburg-Harburg/Stade                        |
| Strecke · Strecke · Kopfbahnhof Streckenende (Strecke außer Betrieb) | | Hamburg Berliner Bf                                     | Hamburg Berliner Bf                                     |
| Strecke · Strecke · Strecke von links | | von Wanne-Eickel                                        | von Wanne-Eickel                                        |
| S-Bahnhof · Bahnhof · Bahnhof | 0,177 286,663 | Hamburg Hbf                                             | Hamburg Hbf                                             |
| Kilometer-Wechsel · Abzweig geradeaus und von links · Strecke nach rechts | 0,000 000,000 | Übergang Stadtbahn/Verbindungsbahn                      | Übergang Stadtbahn/Verbindungsbahn                      |
| Abzweig geradeaus und nach links · Kreuzung mit Tunnelstrecke | | City-S-Bahn nach Hamburg-Altona                         | City-S-Bahn nach Hamburg-Altona                         |
| Strecke · Strecke | | Verbindungsbahn nach Hamburg-Altona                     | Verbindungsbahn nach Hamburg-Altona                     |
| | |                                                         |                                                         |
| Quellen: | |                                                         |                                                         |

Die Bahnstrecke Berlin–Hamburg ist eine zweigleisige, elektrifizierte Hauptbahn in den deutschen Ländern Berlin, Brandenburg, Mecklenburg-Vorpommern, Schleswig-Holstein und Hamburg. Sie verbindet die Bundeshauptstadt Berlin über Wittenberge, Ludwigslust und Büchen mit Hamburg und ist die erste für Geschwindigkeiten über 200 km/h ausgebaute Bestandsstrecke in Deutschland. Die Strecke wurde ab Mai 1844 von der Berlin-Hamburger Eisenbahn-Gesellschaft erbaut und im Dezember 1846 in Betrieb genommen. Sie war damals die längste Fernbahnstrecke in den deutschen Ländern. Sie führte von Berlin, Hamburger Bahnhof (ab Oktober 1884 vom Lehrter Bahnhof), über Spandau, Neustadt (Dosse), Wittenberge, Ludwigslust, Büchen und über die bereits bestehende 15,6 Kilometer lange Strecke der Hamburg-Bergedorfer Eisenbahn zum Berliner Bahnhof in Hamburg.
Im Rahmen einer Generalsanierung ist die Strecke seit dem 1. August 2025 bis zum 30. April 2026 komplett gesperrt.

## Geschichte

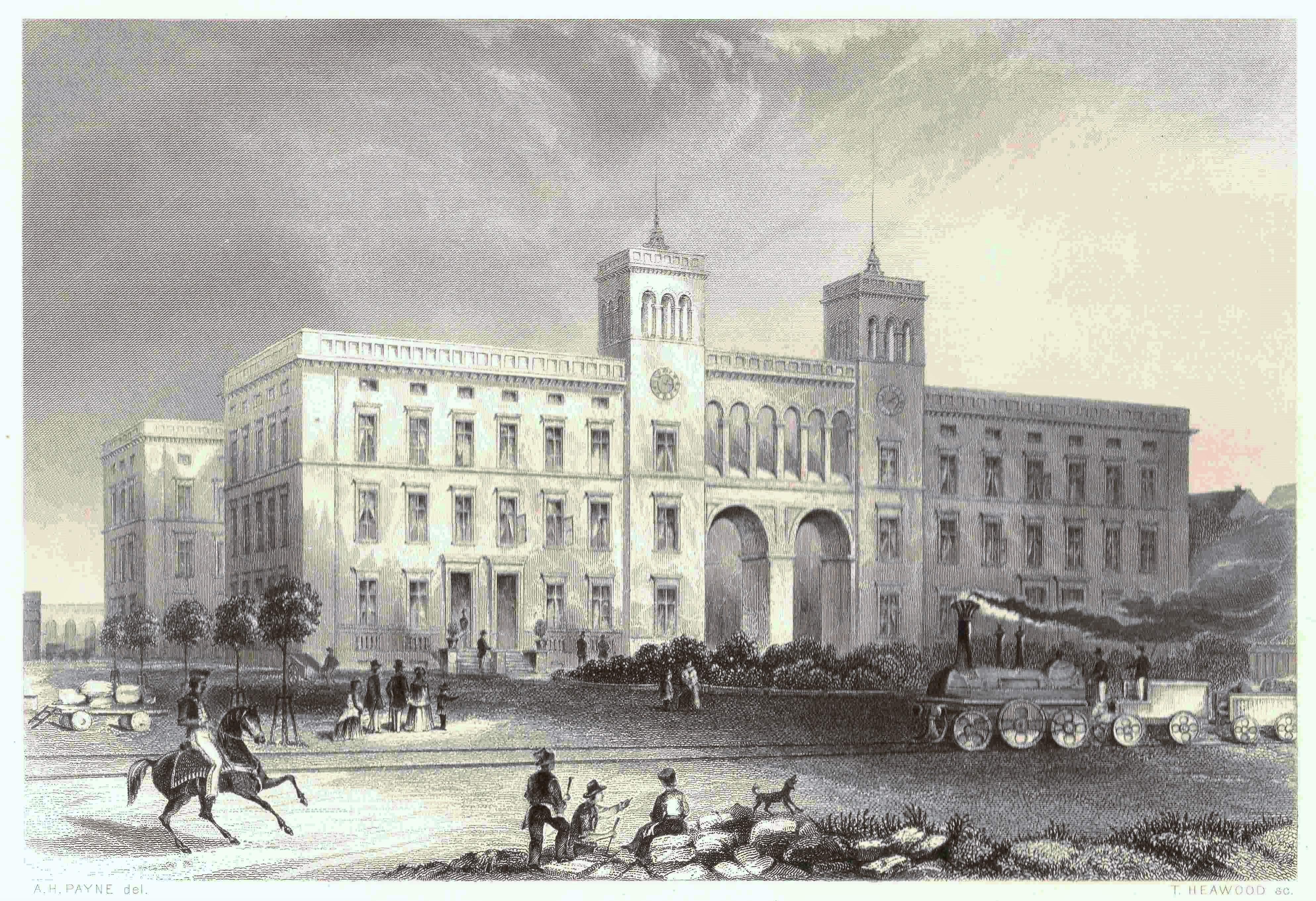
Hamburger Bahnhof in Berlin um 1850, im Vordergrund die Verbindungsbahn

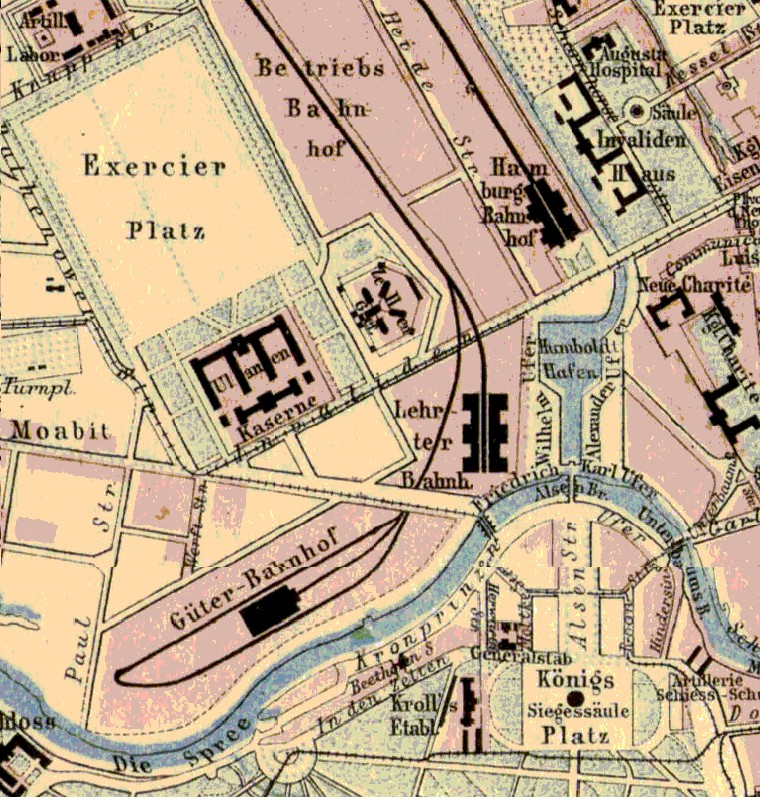
Hamburger Bahnhof und Lehrter Bahnhof in Berlin um 1875

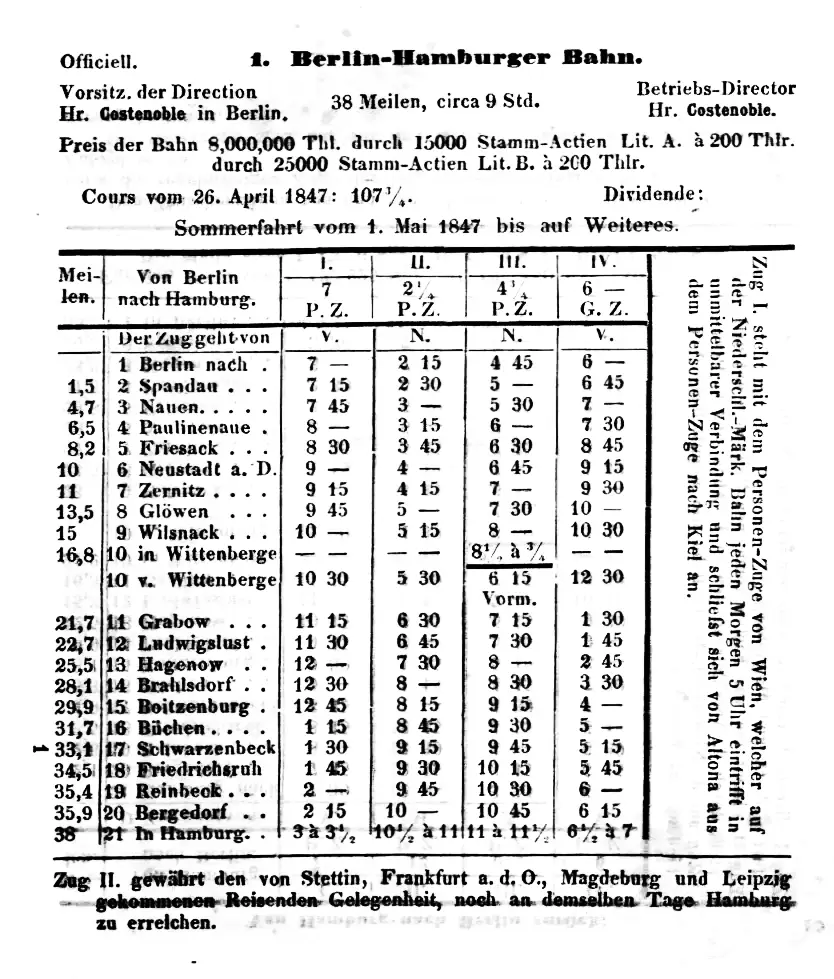
Fahrplan Berlin-HH 1847

Die Strecke verlief über die Hoheitsgebiete von fünf damals eigenständigen Ländern innerhalb des Deutschen Bundes: der Freien und Hansestadt Hamburg, der dem dänischen König unterstehenden Herzogtümer Holstein und Lauenburg, des Großherzogtums Mecklenburg-Schwerin und des Königreichs Preußen. Da Bergedorf damals noch den beiden Städten Lübeck und Hamburg gemeinsam gehörte, war auch die Freie Hansestadt Lübeck von dem Bahnbau betroffen.
Diese Länder schlossen am 8. November 1841 einen Staatsvertrag, in dem die Streckenführung und die Verrechnung der Transitzölle geregelt wurde. Die Bereitschaft Hamburgs und Mecklenburgs, einen Teil des Aktienkapitals zu zeichnen, war Voraussetzung für die Konstituierung der Berlin-Hamburger Eisenbahn-Gesellschaft 1843 und den Bau der Strecke. Die ersten zehn Prozent des Aktienkapitals in Höhe von insgesamt acht Millionen Talern wurden 1844 aufgebracht, so dass man im Mai 1844 in der Nähe von Ludwigslust mit dem Bau beginnen konnte. Die Bau- und Betriebskonzessionen der betroffenen Länder erhielt die Bahngesellschaft 1845. Bis zu 10.000 Menschen arbeiteten in Spitzenzeiten beim Bau mit.
Als Erstes konnte die 222 Kilometer lange Strecke von Berlin nach Boizenburg am 15. Oktober 1846 dem Betrieb übergeben werden. Mit Fertigstellung des Restabschnitts von 45 Kilometern bis Bergedorf am 15. Dezember 1846 waren die Bauarbeiten abgeschlossen. Zusammen mit der bereits am 16. Mai 1842 für den Personenverkehr und am 28. Dezember 1842 für den Güterverkehr eröffneten Strecke der Hamburg-Bergedorfer Eisenbahn konnte die Gesamtstrecke Berlin–Hamburg am 15. Dezember 1846 in Betrieb gehen. Die Hamburg-Bergedorfer Eisenbahn fusionierte dabei mit der Berlin-Hamburger Eisenbahn-Gesellschaft. In Hamburg lag der Berliner Bahnhof auf dem Gelände der heutigen Deichtorhallen. Er bestand aus einem Empfangsgebäude und einer offenen Holzhalle mit vier Gleisen.
Erster Vorsitzender Direktor war ab 1850 Friedrich Neuhaus, der dieses Amt bis zu seinem Tod am 4. Dezember 1876 mit großem Einsatz ausfüllte. Neuhaus entwarf auch das neue repräsentative Direktions- und Verwaltungsgebäude der Bahngesellschaft, das 1875 an der Invalidenstraße unmittelbar neben dem Berliner Empfangsgebäude fertiggestellt wurde. Seit 1968 befindet sich dort das Sozialgericht Berlin.

### Betriebsaufnahme

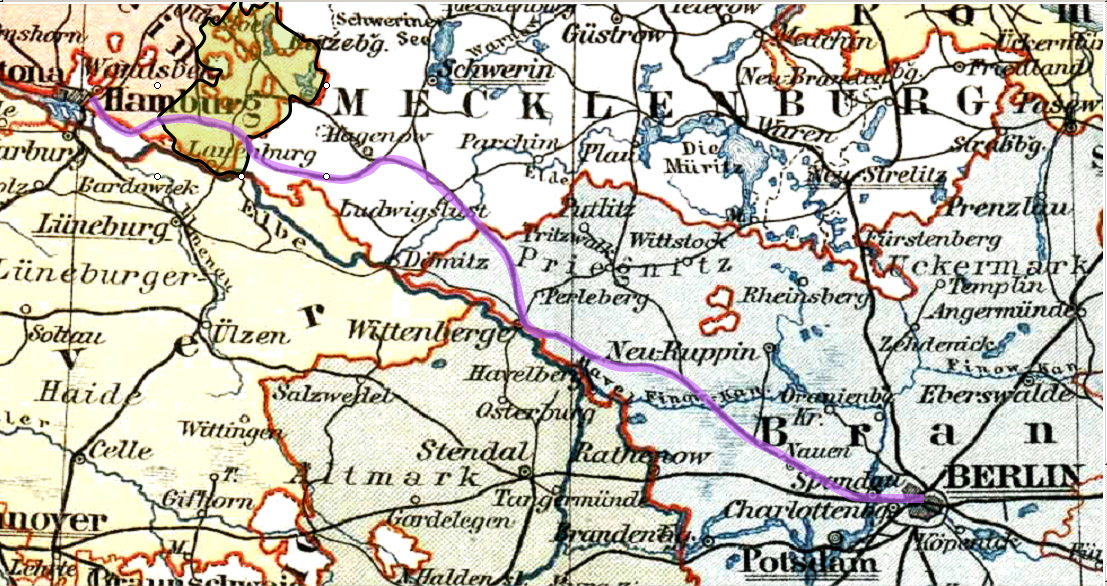
Streckenführung durch die damaligen Länder

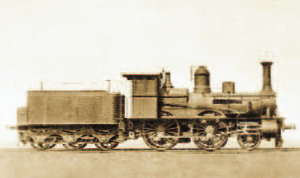
Von Borsig 1873 gelieferte Lokomotive für die Berlin-Hamburger Eisenbahn

Die erste Fahrt von Berlin nach Hamburg dauerte über neun Stunden. Die Lokomotiven Hansa, Concordia, Vorwärts, Germania und Amazone zogen die Personen- und Güterwagen im Auftrag der Aktiengesellschaft, die insgesamt 33 Personenwagen der kombinierten ersten und zweiten Klasse, 43 Wagen der dritten Klasse sowie einen Wagen für „höchste Personen“ besaß.
Im ersten Jahr nutzten rund eine halbe Million Menschen die neue Verbindung. Die kürzeren Streckenabschnitte wurden dabei häufiger frequentiert – etwa zwischen Berlin, Spandau und Nauen, Wittenberge und Büchen oder Hamburg und Bergedorf. Innerhalb von 20 Jahren verdoppelten sich die jährlichen Einnahmen auf 890.000 Taler. Beim Güterverkehr stiegen die Einnahmen von Jahr zu Jahr überproportional. Die zunehmende Industrialisierung und die wachsende Einwohnerzahl Berlins und Hamburgs trugen mit dazu bei, dass der Schienengüterverkehr stark zunahm.
Als Verbindung der beiden größten deutschen Städte war sie eine der bedeutendsten deutschen Eisenbahnstrecken (→ Geschichte der Eisenbahn in Deutschland). Angesichts der vielfältigen Einwirkungsmöglichkeiten der Staatskommissare der Länder, durch die die Hauptstrecke der Gesellschaft lief, befand eine Doktorarbeit, es sei „… nahezu unerklärlich, dass die BHE trotz dieses Wirrwarrs an Zuständigkeiten bis zu ihrer Liquidierung im Jahre 1886 eines der rentabelsten Eisenbahnunternehmen in ganz Deutschland war“.

### Verflechtung mit anderen Bahnstrecken und Verstaatlichung
In Hamburg wurde 1865 nur 600 Meter östlich des „Berliner Bahnhofs“ der Lübecker Bahnhof gebaut, dazu 1866 der Bahnhof Klosterthor der Hamburg-Altonaer Verbindungsbahn etwa 200 Meter nördlich. Von diesem wurde später ein Verbindungsgleis vor das Portal des Berliner Bahnhofs verlegt.
Die Berlin-Hamburger Eisenbahn-Gesellschaft musste eine zwölf Kilometer lange Stichbahn von Büchen nach Lauenburg an der Elbe bauen, um eine Genehmigung für die Streckenführung über Schwarzenbek zu erhalten. Diese Stichbahn nahm am 15. Oktober 1851 ihren Betrieb auf und konnte von den Bürgern Lauenburgs aufgrund des Lauenburger Eisenbahnprivilegs kostenlos genutzt werden, wenn sie vor- oder nachher auf der Berlin-Hamburger Bahn fuhren. Eine Weiterführung bis Lüneburg baute die Hannöversche Staatseisenbahn 1863/64. Beide Teilstrecken wurden über die Elbe mit dem Trajekt Lauenburg–Hohnstorf am 15. März 1864 für 14 Jahre verknüpft; danach wurde durch Bau der Elbbrücke Lauenburg die heutige Bahnstrecke Lübeck–Lüneburg geschaffen.

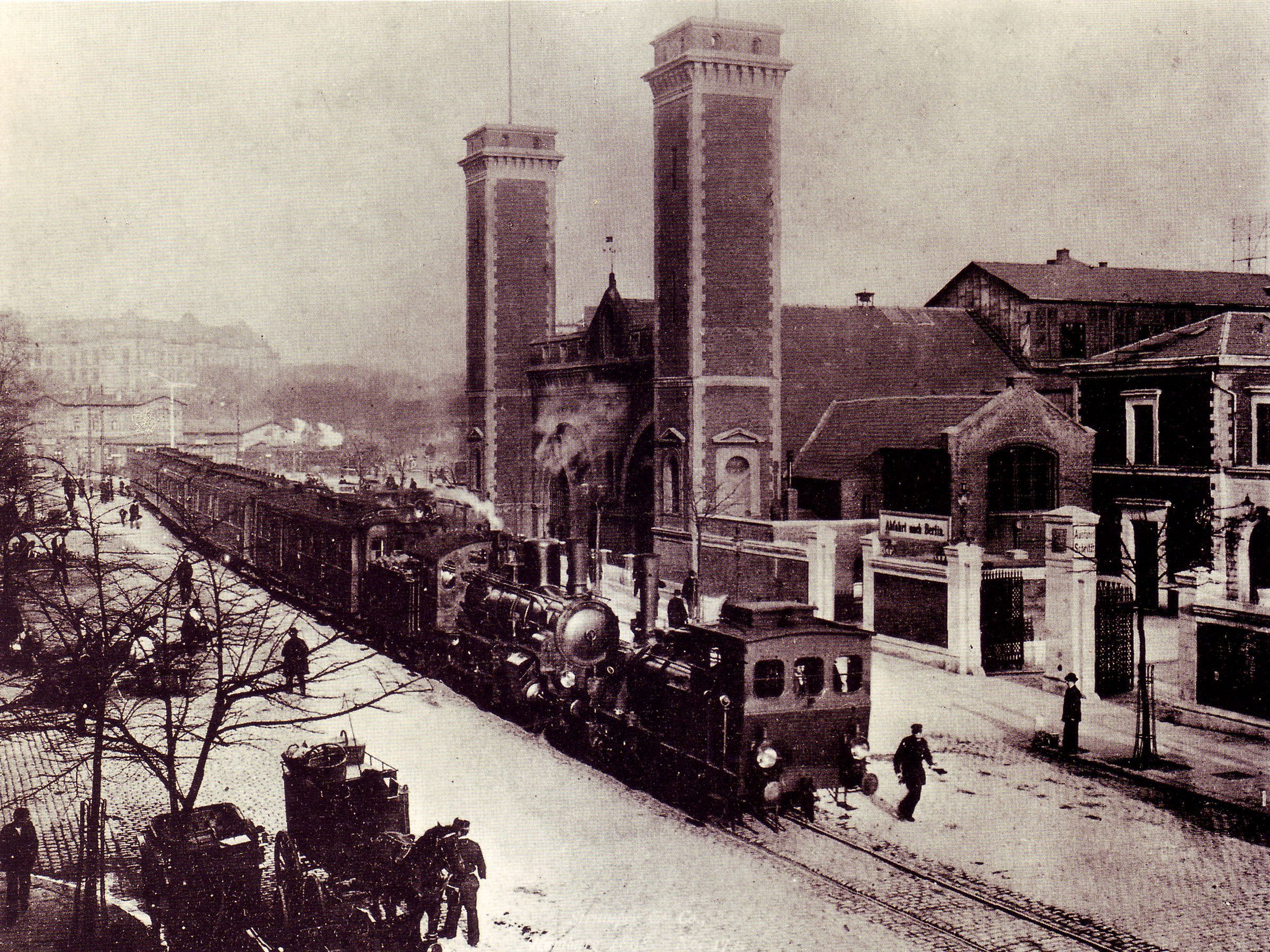
Der Berliner Bahnhof in Hamburg, davor ein Zug auf dem Verbindungsgleis vom Venloer Bahnhof zum Bahnhof Klosterthor

Ehemalige Bahnhöfe und Hauptbahnhof Hamburg ab 1906

Bis zu ihrer Verstaatlichung brachte die Strecke ihren Aktionären eine durchschnittliche jährliche Rendite von 8,87 Prozent ein. Die Strecke wurde ab 1. Januar 1884 abschnittsweise in den Bestand der Preußischen Staatseisenbahnen übernommen. Jetzt konnten ihre Gleise und Bahnanlagen zwischen Spandau und dem Lehrter Bahnhof in Berlin nach und nach mit der Lehrter Bahn zur Hamburg-Lehrter Bahn zusammengelegt werden. Als Verbindung der Hamburger Bahn von Spandau mit der Berliner Stadtbahn war bereits 1882 der Hamburger Stadtbahnanschluss zwischen Berlin-Ruhleben und dem Bahnhof Berlin-Charlottenburg in Betrieb gegangen.

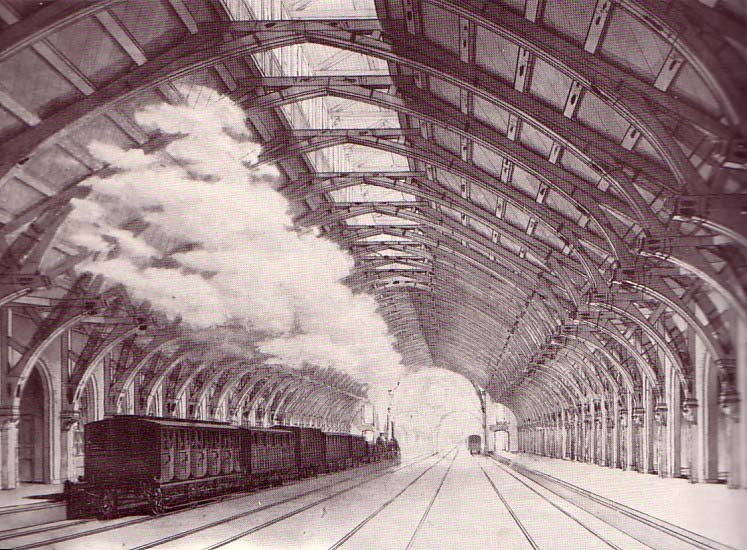
Die 148 Meter lange Bahnhofshalle in Hamburg um 1870

1938 begann der viergleisige Ausbau der Strecke von Spandau Richtung Falkensee. Die S-Bahn sollte dabei bis Falkensee und Nauen verlängert werden. Unmittelbar nach dem Beginn des Zweiten Weltkriegs wurden die Arbeiten eingestellt.

### Schnellzugbetrieb und Rekorde
Ab dem 7. Januar 1926 konnten – erstmals in Deutschland – auf dieser Strecke Telefongespräche aus dem fahrenden Zug geführt werden.
Nachdem bereits 1904 nach vorausgegangenen erfolgreichen Versuchen mit elektrischen Schnellfahr-Triebwagen auf der Militärbahn zwischen Berlin-Marienfelde und Zossen die Studiengesellschaft für Elektrische Schnellbahnen in einer Denkschrift eine Schnellbahn zwischen Berlin und Hamburg angeregt hatte, wurde die Strecke in den 1930er-Jahren zweimal zur „Rennstrecke“ für Rekordfahrten. Dazu wurden der Abstand zwischen Vorsignalen auf der gesamten Strecke von 700 auf 1200 m verlängert, die Kurvenradien vergrößert und eine induktive Zugbeeinflussung installiert.

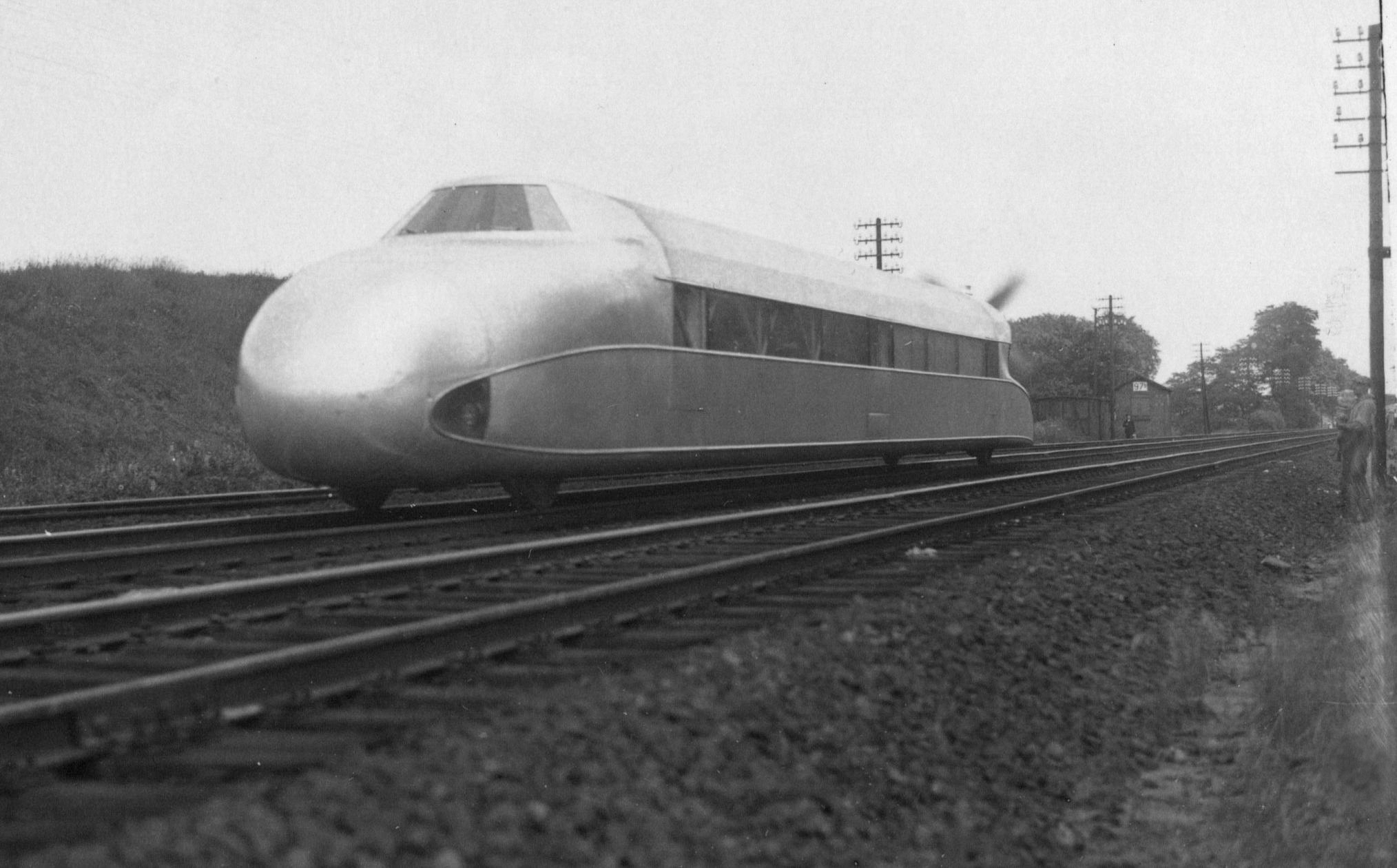
Der propellergetriebene Schienenzeppelin (230 km/h, 1931)

Am 21. Juni 1931 befuhr der Schienenzeppelin in 98 Minuten (3:27 bis 5:05 Uhr) die 257 km lange Strecke zwischen Hamburg-Bergedorf und dem Lehrter Bahnhof in Berlin. Zwischen Karstädt und Wittenberge erreichte der Zug eine Spitzengeschwindigkeit von 230 km/h. Mit 230,2 km/h stellte das Fahrzeug dabei einen Geschwindigkeitsrekord für Schienenfahrzeuge auf, der erst 1955 übertroffen wurde. Der ungewöhnliche Triebwagen wurde von einem hölzernen Flugzeugpropeller am Heck schiebend angetrieben.
Im Juli 1934 war der Wagen letztmals auf der Strecke unterwegs. Seine für jene Zeit wesentlich zu hohe Geschwindigkeit und die durch den Propellerantrieb schwierige betriebliche Handhabung standen einem weiteren Einsatz entgegen.
Am 11. Mai 1936 stellte die Schnellfahr-Dampflokomotive 05 002 mit drei Schnellzugwagen und einem Messwagen am km 52 zwischen Vietznitz und Paulinenaue mit 200,4 km/h einen neuen Weltrekord für Dampfloks auf.
Am 15. Mai 1933 wurde ein bis dahin einmaliger Schnelltriebwagen-Verkehr mit dem Dieselschnelltriebwagen DR 877 „Fliegender Hamburger“ aufgenommen. Bei einer Fahrzeit von bis zu zwei Stunden und 18 Minuten erreichte der „Fliegende Hamburger“ eine durchschnittliche Reisegeschwindigkeit von bis zu 123 km/h für die damals 286,8 km lange Strecke zwischen Hamburg Hauptbahnhof und Berlin Lehrter Bahnhof. Der Großteil der Reisenden reiste jedoch weiterhin in dampflokbespannten Schnellzügen bei einer Reisezeit von etwa dreieinhalb bis vier Stunden. Mit dem Ausbruch des Zweiten Weltkriegs wurde der Schnelltriebwagenverkehr zu Gunsten kriegswichtiger Projekte eingestellt. Der „Fliegende Hamburger“ war die damals weltweit schnellste planmäßige Zugverbindung.
Der Streckenrekord des Fliegenden Hamburgers wurde bis 1997 nicht mehr erreicht. Erst ab dem Sommerfahrplan 2001 waren mit einer Fahrzeit von zwei Stunden und acht Minuten einige ICE-Züge schneller. Nach dem Abschluss des Ausbaus am 12. Dezember 2004 lag die Fahrzeit bei etwa eineinhalb Stunden, inzwischen bei eindreiviertel Stunden.

### Nachkriegsentwicklung

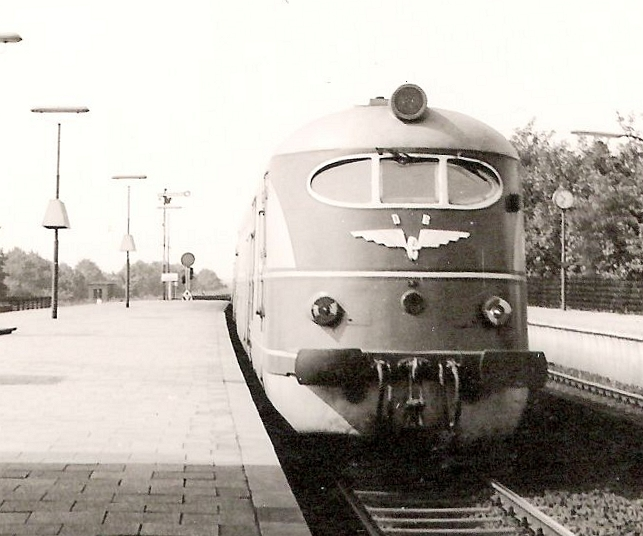
Interzonen-Schnelltriebwagen der DR VT 12.14 bei der Fahrt durch Hamburg-Bergedorf im Juli 1959

Mit der Wiederherstellung der Brücke über den Elbe-Lübeck-Kanal bei Büchen war die Strecke im Juli 1946 wieder durchgehend befahrbar. Der im August 1947 aufgenommene Güterverkehr kam während der Berlin-Blockade am 24. Juni 1948 wieder zum Erliegen. Am 10. September 1949 fuhren erstmals seit Kriegsende Personenzüge zwischen Berlin und Hamburg.
Die Hamburger Bahn war in der Nachkriegszeit wie viele Strecken in Deutschland von der Teilung betroffen. Zwischen Büchen und Schwanheide sowie Albrechtshof und Spandau West verliefen die Demarkationslinien zwischen der Trizone bzw. Westdeutschland und der Sowjetischen Besatzungszone (SBZ) bzw. der Deutschen Demokratischen Republik (DDR), sowie zwischen der SBZ/DDR und West-Berlin. Auf Territorium der DDR wurde zudem das zweite Gleis als Reparationsleistung für die Sowjetunion demontiert. Trotzdem betrieb die Deutsche Reichsbahn (DR) neben ihrem Binnenverkehr Berlin–Schwerin–Wismar auch den Interzonenverkehr jeweils mit Personen- und Güterzügen auf dieser wichtigen Strecke. Zwischen Büchen und Schwarzenbek entfernte die Deutsche Bundesbahn das zweite Streckengleis.
In den 1950er- und 1960er-Jahren fuhren im Interzonenzugverkehr DR-Dampflokomotiven der Baureihe 03 bis Hamburg-Altona, die dann durch die neue Baureihe 01.5 abgelöst wurden. Erst ab dem Sommerfahrplan 1973 übernahmen Lokomotiven der DB die Leistungen zwischen Hamburg und Büchen. Im Osten kamen nun Diesellokomotiven der Baureihen 118 und 132 zum Einsatz, im Westen solche der DB-Baureihe 218. Ende der 1950er-Jahre setzte die DR auf der Strecke Berlin–Hamburg Schnelltriebwagen der DR-Baureihe VT 12.14 ein, anknüpfend an die berühmten Fliegenden Hamburger der Vorkriegszeit. Diese dieselmechanisch angetriebenen Triebzüge vom ungarischen Unternehmen Ganz bewährten sich jedoch nicht, sodass dieser Einsatz nur kurz währte.
Am Abend des 5. Dezember 1961 durchbrach der Lokführer Harry Deterling mit Volldampf die am 13. August 1961 errichteten Sperranlagen in Staaken. Noch in derselben Nacht sägten Grenzer in diesem Bereich die Schienen auseinander. Auf der Berliner Seite wurden infolgedessen die Transitzüge Hamburg–Berlin über den Berliner Außenring und Griebnitzsee nach West-Berlin geführt und der Grenzübergang in Albrechtshof endgültig gesperrt. In den 1960er-Jahren stieg die Reisezeit zwischen den Großstädten wegen der Grenzkontrollen, Umwege und Eingleisigkeit auf über sechs Stunden an. Ein Abkommen zwischen Bundes- und Reichsbahn begrenzte die Zahl der Züge an der deutsch-deutschen Grenze in Büchen in Richtung Osten auf 24 Güter- und fünf Reisezüge sowie Richtung Westen auf 17 Güter- und fünf Reisezüge. Die freien Kapazitäten im Hamburger Raum wurden von der S-Bahn Hamburg genutzt.

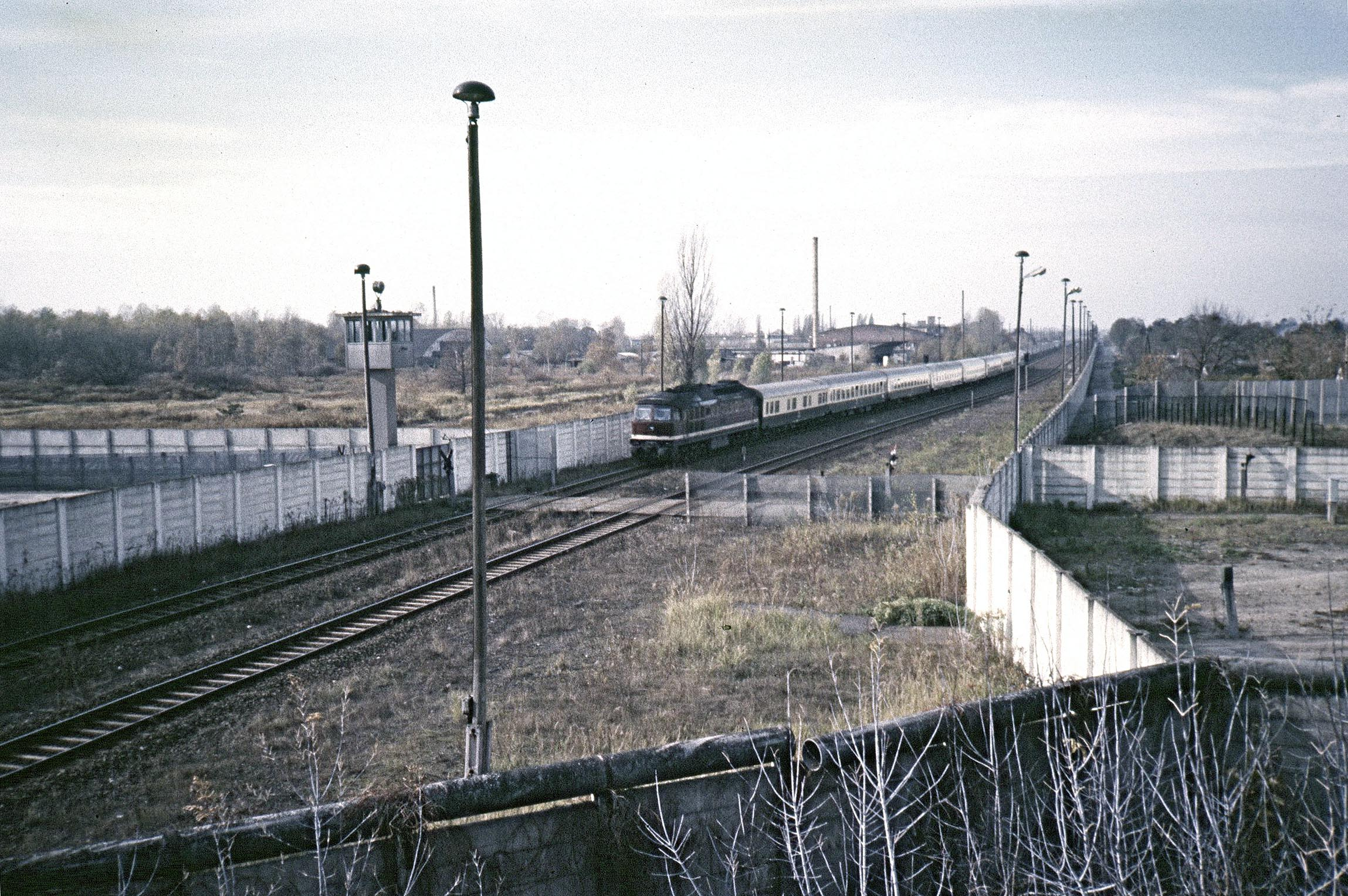
Transitzug aus Hamburg durchfährt die Grenzanlagen am Bahnhof Staaken der Lehrter Bahn, 1986

Vor der Deutschen Teilung war die Strecke eine von fünf überregionalen Hauptachsen, die in Hamburg aus allen Richtungen mündeten (neben Flensburg, Lübeck/Wismar/Rostock/Stralsund/Saßnitz, Hannover, Bremen). Mit der Teilung verlor die Strecke ihre Bedeutung; der Verkehr von und nach Hamburg konzentrierte sich nun vor allem in Nord-Süd-Richtung. Während die Elektrifizierung Hamburg aus Hannover im Jahr 1965 und aus Bremen 1968 erreichte und diese Strecken später für Geschwindigkeiten bis zu 200 km/h ausgebaut wurden, blieben Ausbauten auf der Berlin-Hamburger Achse aus.
Erst ab 1976 fuhren die Züge nach Hamburg von Berlin-Spandau über den neu eingerichteten Grenzübergang in Staaken an der Lehrter Bahn nach Wustermark, von dort auf dem Teilstück Wustermark–Nauen der Bahnstrecke Jüterbog–Nauen wieder auf die alte Bahnstrecke. In den 1970er-Jahren bekam die Strecke zwischen Nauen und Schwerin ihr zweites Gleis zurück. 1988 plante die DR, den Streckenabschnitt zwischen Nauen und Neustadt (Dosse) für eine Geschwindigkeit von 160 km/h zu ertüchtigen. Vor der Wende lag die zulässige Geschwindigkeit auf der Strecke bei höchstens 120 km/h.
Alle Transitzüge dieser Strecke erhielten nach dem 9. November 1989 einen Zusatzhalt in Wittenberge.

### S-Bahn Berlin

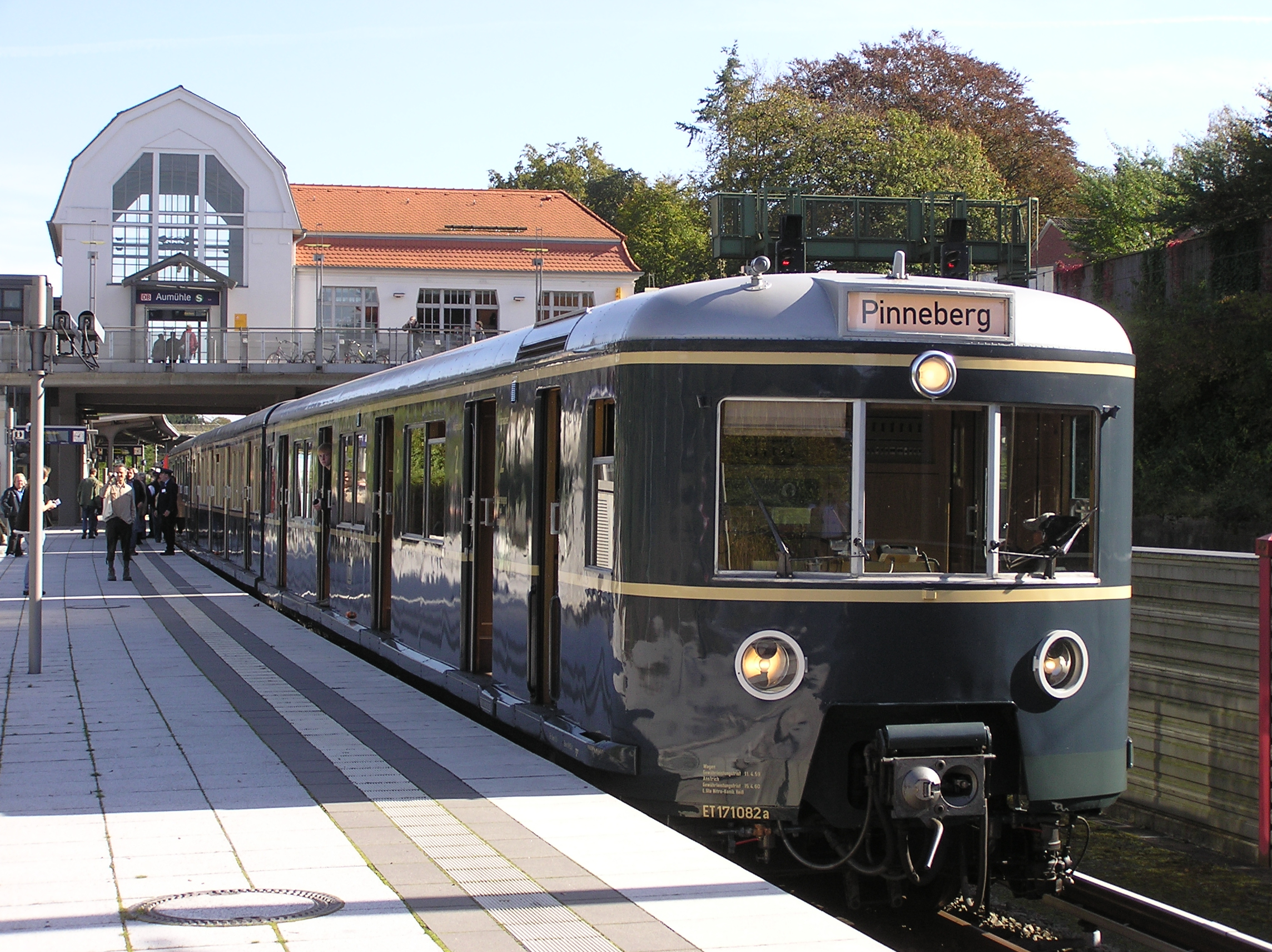
Museumszug der Hamburger S-Bahn (Baureihe ET 171) in Aumühle

Die Strecke Spandau–Nauen gehörte ab 1921 zum Berliner Vororttarif. Trotz vieler früherer Pläne wurde Falkensee erst am 14. August 1951 an das Berliner S-Bahn-Netz angeschlossen. Der Ausbau nach Nauen unterblieb. Nach dem Bau der Berliner Mauer am 13. August 1961 war die Stadt wieder vom Stadtschnellbahnverkehr abgekoppelt. Falkensee und das Havelland waren ab Ost-Berlin nur mit großen Umwegen über den Berliner Außenring (um West-Berlin herum) zu erreichen.

### S-Bahn Hamburg
In Hamburg wurde auf der Hamburger Bahn ein S-Bahn-Verkehr eingeführt, da der Fernverkehr unbedeutend war. Die ab 1959 mit Gleichstrom über Stromschienen elektrifizierten Gleise reichten zuerst bis Bergedorf, ab 1969 bis Aumühle. Nach der Gründung des Hamburger Verkehrsverbunds (HVV) wurde diese Strecke ab 1967 als S2 in das Stadtschnellbahnnetz der Hansestadt integriert. Seit dem 26. Mai 2002 verkehrt die S-Bahn auf eigenen Gleisen nördlich der Fernbahngleise bis Aumühle. Die S-Bahn-Strecke ist zwischen Berliner Tor und Aumühle seit August 2020 mit dem Zugbeeinflussungssystem ETCS Level 2 ausgerüstet. Ab Oktober 2021 sollen auf ihr Züge mit Automatic Train Operation im Fahrgastbetrieb verkehren.

### Nach dem Mauerfall
| Fahrplanjahr                                      | Typische Reisezeit                               |
| ------------------------------------------------- | ------------------------------------------------ |
| Vor Eröffnung der Strecke                         | ca. 30 Stunden per Postkutsche                   |
| Eröffnung (1846)                                  | neun Stunden (rund 30 km/h Reisegeschwindigkeit) |
| 1853                                              | 390 Minuten (Nacht-Courier)                      |
| 1914                                              | 194 Minuten                                      |
| 1933                                              | 138 Minuten („Fliegender Hamburger“)             |
| 1949                                              | 270 Minuten (Interzonenzug)                      |
| 1965                                              | 416 Minuten (Transitzug)                         |
| 1973                                              | 312 Minuten (Transitzug)                         |
| 1989                                              | 243 Minuten (IC „Max Liebermann“)                |
| 1993                                              | 204 Minuten                                      |
| 1994                                              | 179 Minuten (InterCity)                          |
| 1996                                              | 160 Minuten (InterCity)                          |
| 1997                                              | 134 Minuten (ICE „Fliegender Hamburger“)         |
| Winterfahrplan 2000 (November 2000 bis Juni 2001) | um 140 Minuten                                   |
| Sommerfahrplan 2001 (bis September 2001)          | 128 Minuten                                      |
| Sommerfahrplan 2004 (bis Dezember 2004)           | rund 140 Minuten                                 |
| Ab 12. Dezember 2004                              | 90–93 Minuten                                    |
| Ab 28. Mai 2006 (Eröffnung Berlin Hbf)            | 90–96 Minuten                                    |
| Jahresfahrplan 2011                               | 93–100 Minuten                                   |
| Jahresfahrplan 2013                               | 97–110 Minuten                                   |
| Jahresfahrplan 2016                               | 102–110 Minuten                                  |
| Jahresfahrplan 2019                               | 104–110 Minuten                                  |

Nach dem Mauerfall richtete die Deutsche Reichsbahn am 1. August 1990 eine InterCity-Verbindung (IC) Berlin–Hamburg mit dem Namen Max Liebermann ein, die zuerst mit ehemaligen TEE-Triebwagen der DB-Baureihe 601 befahren wurde, die die DR in Italien angemietet hatte. Diese Fahrzeuge fuhren aber nur bis zum 28. September, danach verkehrte dieser Zug mit Lokomotiven der Diesellok-Baureihe 132 der DR und IC-Wagen der DB. 1991 waren es vier Zugpaare. Ab 1992 war der Zwei-Stunden-Takt hergestellt. Die Reisezeiten zwischen Berlin und Hamburg lagen bei etwa vier Stunden. Die ersten Züge aus Nauen nach Berlin endeten zuerst in Charlottenburg, dann Jungfernheide, später Westkreuz.

### Sanierung und Ausbau für 160km/h
Im Vorfeld des Bundesverkehrswegeplans 1992 wurden, neben der sich abzeichnenden Magnetschnellbahn Berlin–Hamburg, zwei weitere Varianten erwogen:
- Eine rund 6 Milliarden DM teure Neubaustrecke zwischen Bergedorf und Spandau sollte die Fahrzeit Hamburg–Berlin auf 67 Minuten (bei 300 km/h Höchstgeschwindigkeit) bzw. 61 Minuten (350 km/h) reduzieren. Diese Variante wurde aufgrund fehlender Wirtschaftlichkeit schnell verworfen.[22]
- Für Investitionen von etwa 2,4 Milliarden DM wurde ein Ausbau der Bestandsstrecke Hamburg–Berlin (für bis zu 220 km/h) in Verbindung mit einer 83 km langen Neubaustrecke (für 300 km/h) zwischen Boizenburg (bei Büchen) und Kuhblank (bei Wittenberge) erwogen. Damit sollten Geschwindigkeitseinbrüche in Hagenow Land, Ludwigslust und Wittenberge vermieden und die Streckenlänge um 16 km verkürzt werden. Die Fahrzeit zwischen Hamburg und Berlin sollte damit auf 82 Minuten sinken. Diese Variante wurde nicht mehr verfolgt, nachdem die Bundesregierung sich am 2. März 1994 für die Realisierung der Magnetschnellbahn entschieden hatte.[22]

Verkehrsprojekte Deutsche Einheit (Übersichtskarte)

Im Rahmen der Verkehrsprojekte Deutsche Einheit wurde die Strecke als VDE Schiene Nr. 2 in den Bundesverkehrswegeplan 1992 aufgenommen. Vorgesehen war dabei eine Grundsanierung mit durchgehend zweigleisigem Ausbau sowie Elektrifizierung und Einbau moderner Leit- und Sicherungstechnik für durchgängig 160 km/h. Der bereits 1991 begonnene Ausbau sollte bis 1997 fertiggestellt werden. Mit dem Projekt war das Projektzentrum Berlin der Planungsgesellschaft Bahnbau Deutsche Einheit betraut.
Erste Bauarbeiten an der Bestandsstrecke erfolgten 1991, Ende 1992 wurden erste Abschnitte (Zernitz–Breddin, Wittenberge) fertiggestellt. Am 14. Juli 1992 wurde mit dem ersten Rammschlag die Elektrifizierung des Streckenabschnitts zwischen Ludwigslust und Büchen eingeleitet. 1992 war geplant, die Strecke ab Mitte der 1990er-Jahre mit 200 km/h zu befahren. Die Vorplanung für den Ausbau wurde im März 1993 abgeschlossen. Die geplanten Kosten lagen bei 3,6 Mrd. D-Mark. Das 270 km lange Vorhaben war in sechs Projektabschnitte gegliedert. Von 54 Bahnübergängen auf dem 139 km langen Abschnitt in Brandenburg sollten 34 ersetzt, 7 aufgelassen und 13 zunächst bestehen bleiben. Im Sommer 1994 bestimmte das Bundesverkehrsministerium die Linie der neu zu bauenden Bahnstromleitung. Die Bahnstromleitung wurde nicht realisiert. Zur Bahnstromversorgung wurden stattdessen dezentrale Umformerwerke errichtet.
Die Strecke zwischen Falkensee und Albrechtshof wurde dabei 1993 stillgelegt und zwischen Falkensee und Spandau komplett saniert. Der alte, ebenerdige Bahnhof Albrechtshof wurde dabei abgetragen und etwa 80 Meter entfernt in Dammlage als Haltepunkt wieder neu aufgebaut. Am 28. Mai 1995 wurde er ebenso dem Verkehr wieder übergeben wie die gesamte Strecke der alten Hamburger Bahn. Die ersten Züge über Albrechtshof direkt nach Berlin fuhren erst am 28. Mai 1995. Danach wurde südlich der damaligen eingleisigen Bahntrasse zwischen Falkensee und Nauen ein neues Gleispaar gebaut. Der nördlichen Trasse wurden die Gleise entnommen. Die Trasse wird für den Bau einer S-Bahn-Verbindung Berlin–Falkensee–Nauen freigehalten.
Im Mai 1995 wurde der Abschnitt zwischen Falkensee und Berlin-Spandau West eingleisig im Dieselbetrieb genutzt. Die Hamburger Bahn wurde ab 1995 fast durchgehend wieder zweigleisig, wobei auf Hamburger Gebiet zwischen Kilometer 282,2 (Abzw Rothenburgsort) und 284,6 (Üst Anckelmannsplatz) die Fernstrecke nur eingleisig ausgeführt ist.
In der Hochphase der Bauarbeiten mussten Reisende eine um 40 Minuten verlängerte Fahrzeit von drei Stunden und 40 Minuten in Kauf nehmen. Bis Mitte 1996 waren 92 km Strecke erneuert. Im Herbst 1996 wurde der elektrische Zugbetrieb zwischen Hamburg und Nauen aufgenommen, die Fahrzeit zwischen Berlin und Hamburg ab 29. September 1996 dadurch auf 2 Stunden und 40 Minuten gesenkt. Die Gesamtstrecke konnte ab 22. Mai 1997 wieder durchgehend elektrisch befahren werden.
Auf der Hamburger Seite wurden parallel zu den bisher zusammen mit der S-Bahn genutzten Gleisen separate Ferngleise verlegt; östlich des Bahnhofs Berliner Tor musste auf 2,4 km (von km 282,2 bis 284,6) wegen der beengten Platzverhältnisse beiderseits des Bahndammes auf das zweite Ferngleis verzichtet werden. Um einerseits für den Verkehr von und nach Berlin im Bahnhof Hamburg Hbf auch die Bahnsteiggleise 11–14 nutzen und andererseits den eingleisigen Abschnitt umfahren zu können, wurde eine eingleisige Strecke zwischen der Abzweigstelle Tiefstack durch den Bahnhof Hamburg-Rothenburgsort über eine neue Oberhafen-Brücke und die Abzweigstelle Ericus im früheren Bahnhof Hamburg Hgbf gebaut. Insgesamt wurden rund zwei Milliarden Euro in diese erste Ausbaustufe investiert.
Bis Ende 1996 wurden 3,09 Mrd. D-Mark in das 270 km lange Ausbauprojekt investiert. Die geplanten Gesamtkosten lagen bei 3,81 Mrd. DM. Vier von elf Teilprojekten waren zu dieser Zeit noch in Bau. Ab 29. Mai 1997 verkehrte der ICE Fliegender Hamburger in 2 Stunden und 14 Minuten zwischen Berlin und Hamburg. Bis dahin waren 190 km Strecke grundlegend erneuert worden. Bis 1998 wurden 4,5 Milliarden D-Mark (rund 2,3 Milliarden Euro) in den Ausbau der Strecke investiert.
Der Ausbau erfolgte zunächst nur für eine Höchstgeschwindigkeit von 160 km/h, wobei eine Option für einen weiteren Ausbau für 200 km/h vorgesehen war. Überlegungen für einen weiteren Ausbau wurden zugunsten der zunächst geplanten Magnetschnellbahn Transrapid zurückgestellt. In der Planung (1996–2000) war dabei eine Fahrzeit von unter 60 Minuten (ohne Halt) bei einer Maximalgeschwindigkeit von 400 km/h und einem Investitionsvolumen zwischen 3,9 und 4,5 Milliarden Euro vorgesehen. Die Eröffnung sollte ab 2006 erfolgen. Wegen Unwirtschaftlichkeit stoppte Hartmut Mehdorn das Projekt kurz nach seinem Amtsantritt im Jahr 2000 als Vorstandsvorsitzender der Deutschen Bahn AG. Das Magnetbahnkonsortium habe, bei erwarteten Baukosten von rund zwölf Milliarden D-Mark, mit täglich mehr als 40.000 Reisenden gerechnet.
Bereits Ende 1999 lag bahnintern ein Alternativszenario für den Fall vor, dass das Transrapid-Projekt scheitern sollte. Bei einer Höchstgeschwindigkeit von 200 km/h sollte dabei eine Reisezeit von unter zwei Stunden ermöglicht werden, bei einem Ausbau auf 230 km/h auf 90 Minuten. Soweit die fast 70 Bahnübergänge der Strecke hätten erhalten werden können, lagen die geschätzten Kosten bei 700 Millionen D-Mark (etwa 350 Millionen Euro). Im Mai 2000 wurde der Ausbau der Strecke für 230 km/h für eine Reisezeit von 90 Minuten angekündigt. Ende 2000 wurde das ICE-Angebot auf der Strecke von einem auf drei Zugpaare pro Tag erhöht.
Der Ausbau der bestehenden Bahnstrecke zur Schnellfahrstrecke war nicht unumstritten. Ein Gutachten von 1992 schlug den Ausbau der Route über Uelzen (Bahnstrecke Lehrte–Hamburg-Harburg) und Stendal (Schnellfahrstrecke Hannover–Berlin) für zwischen Berlin und Hamburg verkehrende ICE-Züge vor, während insbesondere der Güterverkehr auf der Berlin-Hamburger Bahn verbleiben sollte. Ein anderes Gutachten von 1994 ging von Kosten von weniger als einer Milliarde D-Mark (rund eine halbe Milliarde Euro) für diese Variante aus.
Auf zehn Abschnitten zwischen den Strecken-Kilometern 236,4 und 287,0 (Landesgrenze Mecklenburg-Vorpommern/Schleswig-Holstein bis Hamburg Hauptbahnhof) gilt seit 1996 das Verfahren Besonders überwachtes Gleis in Bezug auf den Schallschutz.

### Ausbau für 230 km/h
| Fahrplanjahr                                   | ICE-Fahrpreis A1                      |
| ---------------------------------------------- | ------------------------------------- |
| November 2000– September 2001                  | 100 DM (51,13 €) (297 Tarifkilometer) |
| Jahresfahrplan 2004                            | 49 Euro                               |
| Jahresfahrplan 2005                            | 55 Euro                               |
| Jahresfahrplan 2006                            | 58 Euro                               |
| Jahresfahrplan 2007                            | 62 Euro                               |
| Jahresfahrplan 2008                            | 65 Euro                               |
| Jahresfahrplan 2009                            | 68 Euro                               |
| Jahresfahrplan 2010                            | 70 Euro                               |
| Jahresfahrplan 2011                            | 70 Euro                               |
| Jahresfahrplan 2012                            | 73 Euro                               |
| Jahresfahrplan 2013                            | 76 Euro                               |
| Jahresfahrplan 2014                            | 78 Euro                               |
| Jahresfahrplan 2015                            | 78 Euro                               |
| Jahresfahrplan 2017                            | 79 Euro                               |
| Jahresfahrplan 2018                            | 81 Euro                               |
| Jahresfahrplan 2019                            | 83–87 Euro                            |
| Jahresfahrplan 2021                            | 60/74,30 Euro (EC/ICE)                |
| A1 einfache Fahrt, zweite Klasse, ohne Rabatte |                                       |

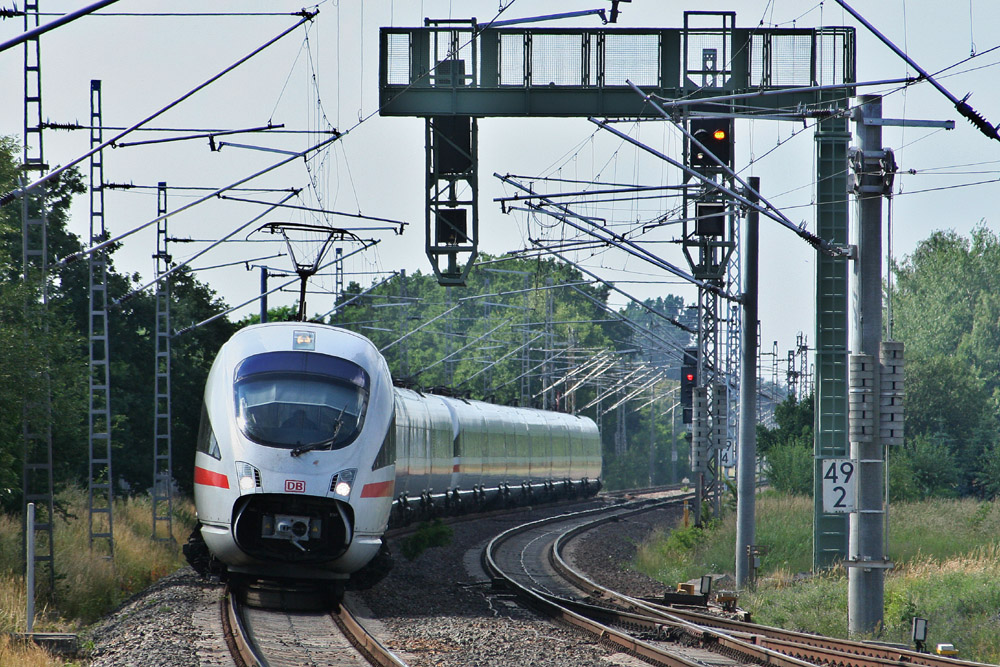
Ein ICE T bei der Durchfahrt durch Paulinenaue

Zu Beginn des neuen Jahrtausends lag die kürzeste Reisezeit zwischen Hamburg und Berlin bei zwei Stunden und acht Minuten.
Im Februar 2000 fiel der Beschluss, den Transrapid zwischen beiden Städten nicht zu bauen. Die Bundesregierung entschied sich daraufhin für einen weiteren Ausbau der bestehenden Eisenbahnstrecke und gewährte für die zweite Ausbaustufe einen Baukostenzuschuss in Höhe von einer Milliarde DM (rund 511 Millionen Euro). Dafür wurde sie auf 263 Streckenkilometern von 160 auf bis zu 230 km/h ausgebaut. Die abschnittsweise im Vergleich zu herkömmlichen Ausbaustrecken um 30 km/h erhöhte Fahrgeschwindigkeit ist notwendig, um eine Fahrzeit von 90 Minuten erreichen zu können. Mit dem Projekt wurde DB Verkehrsbau beauftragt. Die Strecke wurde damit zur ersten Ausbaustrecke in Deutschland, die mit mehr als 200 km/h befahren wird. Höhere Geschwindigkeiten wurden bisher nur auf Neubaustrecken gefahren, die in der Regel an Siedlungen und Bahnhöfen vorbei trassiert wurden. Erstmals wurden dabei Schutzgitter auf den Bahnsteigen eingesetzt (siehe unten).
Am 21. Oktober 2002 wurde die Finanzierungsvereinbarung für den Ausbau in Höhe von 639 Millionen Euro unterzeichnet. Bis Ende 2003 waren davon rund 300 Millionen Euro investiert worden. Während des Ausbaus ab 2002 wurden 52 schienengleiche Bahnübergänge beseitigt und durch 56 kreuzungsfreie Eisenbahnunter- bzw. -überführungen ersetzt. Eine neue Oberleitung wurde ebenso installiert wie eine Linienzugbeeinflussung. 162 Weichen wurden neu- oder umgebaut. Ebenfalls notwendig war eine fast vollständige Erneuerung des Oberbaus, der Einbau von Schutzweichen und eine Erneuerung der Oberleitung. Die Bauarbeiten wurden weitgehend, bis auf eine Totalsperrung vom 14. Juli bis 27. September im Abschnitt Wittenberge–Nauen, bei laufendem Zugbetrieb durchgeführt. Der Bahnhof Wittenberge wurde im Rahmen des Ausbaus umfassend umgebaut. Die Station wurde unter anderem für Durchfahrten mit 160 km/h ertüchtigt.
Das Ausbauziel der Strecke wurde aus dem in Aussicht gestellten Baukostenzuschuss von 511 Millionen Euro abgeleitet. Nachdem sich ein durchgehender Ausbau für 200/230 km/h als nicht finanzierbar erwiesen hatte, wurde dieser zu Gunsten eines Ausbaus für 230 km/h mit Geschwindigkeitseinbrüchen bis minimal 160 km/h verworfen. Laut Angaben von Bahnchef Rüdiger Grube sei die Strecke in einigen Bereichen „nur notdürftig“ ausgebaut worden. Allein für den Ersatz der 52 Bahnübergänge waren rund 200 Millionen Euro erforderlich. Bis zur Inbetriebnahme der Strecke fanden etwa 250 Messfahrten mit dem ICE S mit bis zu 253 km/h statt (zuzulassende Betriebsgeschwindigkeit von bis zu 230 km/h zuzüglich 10 Prozent Sicherheitsreserve). Der Ausbau der Strecke wurde zum Fahrplanwechsel im Dezember 2004 abgeschlossen. Der Bund investierte in diese zweite Ausbaustufe letztlich rund 650 Millionen Euro.
Zur feierlichen Eröffnung der ausgebauten Strecke legte am 12. Dezember 2004 ein ICE-Sonderzug mit Verkehrsminister Stolpe, Bahnchef Mehdorn und weiteren Gästen die Fahrt von Hamburg Hauptbahnhof nach Bahnhof Berlin Zoologischer Garten in 88 Minuten zurück. Die 286,7 km zwischen den Hauptbahnhöfen beider Städte wurden im Jahresfahrplan 2020 von den schnellsten Zügen in 103 Minuten zurückgelegt, die Reisegeschwindigkeit betrug somit je nach Zugart und Fahrplan maximal 164 km/h.

### Fernverkehr ab 2004
Ab März 2005, in der laufenden Fahrplanperiode, wurde eine zusätzliche Spätabendverbindung von Berlin nach Hamburg eingesetzt. Der ICE verließ den Bahnhof Berlin Zoo um 23:00 Uhr und erreichte die Hansestadt um 00:32 Uhr. Dieser zusätzliche Zug sei auf das Versprechen von Hartmut Mehdorn an den Ersten Bürgermeister der Freien und Hansestadt Hamburg, Ole von Beust, während der Eröffnungsfahrt zurückzuführen, Hamburger Bürgern einen abendlichen Theaterbesuch in Berlin mit S-Bahn-Anschluss in Hamburg zu ermöglichen. Nach Betriebsaufnahme des ICE-Verkehrs 1997 wurden täglich rund 6.000 Reisende gezählt; zur Inbetriebnahme der Ausbaustrecke Ende 2004 rechnete die Bahn mit einem Anstieg von 2,4 auf 2,8 Millionen Passagiere zwischen den Städten binnen Jahresfrist. Vor diesem Hintergrund wurden zur Inbetriebnahme die Platzkapazität um 15 Prozent erhöht und ein neuer Spät-ICE von Berlin Zoo ab 21.45 Uhr eingesetzt. Bereits einen Monat nach Eröffnung der Strecke, im Januar 2005, sei die Auslastung im Jahresvergleich um 27 Prozent gestiegen. Die mit bis zu rund 120 Zügen pro Tag und Richtung am stärksten belasteten Abschnitte nach Fertigstellung der Ausbaustrecke lagen im Hamburger (zwischen Aumühle und Büchen) und im Berliner Raum (zwischen Finkenkrug und Spandau).
Zum Fahrplanwechsel am 28. Mai 2006 wurde der Fernverkehr zwischen Berlin und Hamburg auf einen Stundentakt verdichtet. Auf der Strecke verkehrten im Jahresfahrplan 2007 ICE-Züge (zumeist ICE T) im Stundentakt, die durch InterCity- und EuroCity-Züge verstärkt wurden. Hinzu kommt der Regional-Express-Verkehr Berlin–Wittenberge–Schwerin und Rostock–Schwerin–Büchen–Hamburg. Im Umland von Berlin und Hamburg wird die Zugfolge durch Regionalbahnen verdichtet. Darüber hinaus verkehren Güterzüge. Zum Fahrplanwechsel im Dezember 2006 wurde der Stundentakt der ICE-Linie Hamburg–Berlin durchgehend Richtung Süden (Leipzig, Nürnberg, München) verlängert.
Die planmäßige Fahrzeit der ICE zwischen Hamburg und Berlin wurde seit 2004 kontinuierlich erhöht. Während nach Inbetriebnahme des Ausbaus auf 230 km/h noch einzelne Züge die Distanz in planmäßig 90 Minuten zurücklegten, sind die meisten der etwa 20 ICE-Zugpaare nunmehr zwischen Hamburg Hauptbahnhof und Berlin Hauptbahnhof in beiden Richtungen über 100 Minuten unterwegs. Eine Fahrzeit zwischen 97 und 99 Minuten wird durch Verzicht auf einen Halt in Berlin-Spandau noch von jeweils einem ICE der Richtung Hamburg–Berlin und in Gegenrichtung von zwei Zügen erreicht.
Die Reisezeitänderung wurde von der Bahn damit begründet, dass die ursprünglich vorgesehenen 90 bis 93 Minuten unzureichende Zeitreserven enthielten und von der Mehrheit der Züge nicht einzuhalten gewesen seien. Die Deutsche Bahn erhöhte den regulären Fahrpreis für die ICE-Verbindung Hamburg–Berlin zwischen Inbetriebnahme der Ausbaustrecke im Dezember 2004 und Dezember 2013 um 41,8 Prozent. Die Preiserhöhung dieser Relation liegt damit deutlich über dem bundesweiten Durchschnitt, der im DB-Fernverkehr 36,4 % zwischen 2003 und 2013 beträgt.
Im Januar 2006 war laut Bahnangaben ein Anstieg der Fahrgastzahlen im Jahresvergleich von 60 Prozent auf täglich rund 10.000 Reisende zu verzeichnen; die durchschnittliche Auslastung habe bei 50 Prozent gelegen. Im Dezember 2006 gab das Unternehmen an, zwei Jahre nach Eröffnung der 90-Minuten-Strecke liege der Zuwachs bei 3000 Reisenden pro Tag. Laut Bahnangaben vom Mai 2007 sind etwa 10.000 Reisende täglich im Fernverkehr zwischen den beiden Städten unterwegs. Der Zuwachs im Jahresvergleich liegt damit, nach Unternehmensangaben, bei 47 Prozent. Im Wochenend- und Feiertagsverkehr nutzen täglich bis zu 13.000 Fernverkehrs-Fahrgäste die Strecke (Stand: Mai 2007).
In den späten 2000er-Jahren wurden Materialfehler in zahlreichen Betonschwellen auf der Strecke entdeckt; dies machte den Austausch von 260.000 beschädigten Schwellen notwendig. Für den Schwellenwechsel wurden zwischen 1. März und 13. Juni 2009 beide Streckengleise gesperrt. Fernzüge wurden über Stendal/Uelzen umgeleitet, Regionalzüge weitgehend durch Busse ersetzt.
Der Markt für Fernreisen zwischen den Räumen Berlin und Hamburg (alle Verkehrsträger) hat nach Angaben der Deutschen Bahn von 2013 ein Volumen von rund 14.000 Fahrten je Tag. Nach anderen Angaben rechnete die Deutsche Bahn für das Jahr 2018, nach der Inbetriebnahme der Neubaustrecken des Verkehrsprojekts Deutsche Einheit Nr. 8, mit einem Anstieg der Fahrgastzahlen zwischen Berlin und Hamburg auf rund 14.000 Reisende pro Tag. Die Zahl der Reisenden im Fernverkehr nahm in den Jahren 2014 bis 2018 von 4,5 auf 6,1 Millionen Reisende pro Jahr zu. Mit fast 17.000 Reisenden pro Tag ist die Achse zwischen Hamburg und Berlin eine der nachfragstärksten Verbindungen im Eisenbahn-Fernverkehr in Deutschland (Stand: 2019). Die Sitzplatzkapazität zwischen Berlin und Hamburg stieg von 6,9 Millionen im Jahr 2010 auf 8,7 Millionen im Jahr 2019. Gegenüber 2019 stieg die Zahl der täglichen Zugpaare von 24 auf 30, die Zahl der Sitzplätze von 30.000 auf 36.000. Laut Angaben von 2022 ist die Strecke mit 30.000 Fernreisenden pro Tag Spitzenreiter unter den Direktverbindungen zwischen deutschen Städten. Um das Angebot relativ kurzfristig zu verbessern, bestellt das Land Brandenburg ab dem zweiten Quartal 2019 zusätzliche Kapazitäten bei bestehenden Zugverbindungen sowie zusätzliche Verstärkerzüge bis Nauen für die Hauptverkehrszeit.
Das Deutschlandtakt-Konzept von 2018 sah zwischen Neustadt (Dosse) und Berlin-Spandau einen abschnittsweisen drei- bis viergleisigen Ausbau für 250 km/h sowie weitere Optimierungen vor. Dafür waren insgesamt, zum Preisstand von 2015, Investitionen von 920 Millionen Euro vorgesehen. Als erster Schritt für den bis 2030 geplanten Deutschlandtakt wurde laut Angaben der Deutschen Bahn zum Fahrplanwechsel im Dezember 2020 zwischen 6 und 22 Uhr ein Halbstundentakt zwischen Hamburg und Berlin eingeführt und damit die Zahl der täglichen Direkt-Verbindungen von 46 auf 60 erhöht. Es bestehen jedoch auch tagsüber mehrere Taktlücken in beiden Richtungen. Nachdem Flixtrain teils dieselben Fahrplantrassen für eine Linie Kiel–Hamburg–Berlin–Leipzig bestellt und aufgrund des längeren Laufwegs den Zuschlag erhalten hatte, sollte das Angebot ab 8. März 2021 wieder eingeschränkt werden.  Im Dezember 2023 wurde ein Planungsauftrag zur Beseitigung des eingleisigen Abschnittes im Stadtbereich Hamburg vergeben.
Der Streckenabschnitt zwischen Berlin-Spandau und Nauen wurde im Dezember 2020 zum überlasteten Schienenweg erklärt. Im Dezember 2021 wurde ein Plan zur Erhöhung der Schienenwegkapazität vorgelegt. Der Verkehrsverbund Berlin-Brandenburg hatte zu diesem Abschnitt bereits 2017 eine Korridoruntersuchung veröffentlicht. Diese prognostizierte eine Fahrgaststeigerung bis 2030 von 23 %, auch wenn Angebotsverbesserungen ausbleiben. Weitere Fahrgaststeigerungen ergeben sich bei Ausbau der S-Bahn von 15 % bzw. 10 %, bei der Regionalbahn aber nur von 5 %. Eine Verlängerung der S-Bahn bis Nauen würde mindestens 250 Millionen Euro kosten, bis Finkenkrug 200 Millionen Euro. Die bestehende, derzeit in Spandau endende S-Bahn soll auf Berliner Stadtgebiet in den Ortsteil Staaken verlängert werden, während eine zusätzliche Express-S-Bahn-Linie die Vororte erschließen soll. Ein drittes Gleis bis Falkensee für ein verbessertes Regionalbahnangebot ohne S-Bahn würde mindestens 60 Millionen Euro kosten. Allerdings fehlen für diesen Fall die notwendigen Investitionen für den leistungssteigernden Umbau des Knotens Bahnhof Berlin-Spandau.
Der Planungsauftrag für den Ausbau des Streckenabschnitts Spandau–Nauen (einschließlich des Bahnhofs Spandau) wurde im Rahmen des Investitionsprogramms i2030 Mitte 2021 erteilt.
Die Strecke wurde vom 11. September bis 11. Dezember 2021 saniert. Es sollten neue Schienen auf 191 km Länge und auf 9 km auch der weitere Oberbau (Schwellen, Schotter, Schienen) erneuert werden. 24 Weichen sollten ersetzt werden. Es sollten dabei rund 15.000 Schwellen und etwa 30.000 Tonnen Schotter getauscht werden. Ferner sollte die Leit- und Sicherungstechnik modernisiert werden sowie eine Brücke und elf Durchlässe erneuert werden. Insgesamt sollten rund 100 Millionen Euro aufgewendet werden. Der Fernverkehr wurde über die Bahnstrecke Stendal–Uelzen umgeleitet, was für Stendal eine zeitweise Ausweitung der Bedienung bedeutete und die Nahverkehrsverbindungen aufgrund der Eingleisigkeit einschränkte.

### Vollsperrung 2024 und Generalsanierung 2025/2026
Im November 2022 kündigte die DB an, die Strecke als Teil eines „Hochleistungsnetzes“ zu einer der künftig „modernsten und leistungsfähigsten Strecken Deutschlands“ auszubauen. Für die Generalsanierung sollte die Strecke von Juni bis Dezember 2025 gesperrt werden. In diesem Rahmen sollten Arbeiten an Gleisen, Weichen, Oberleitungen und Stellwerken gebündelt und die „Ausrüstung für den digitalen Bahnbetrieb der Zukunft“ vorangebracht werden. In Hagenow Land und Wittenberge sollten zusätzliche Überholmöglichkeiten geschaffen werden. Ferner sollten Bahnhöfe modernisiert werden. Geplant waren Arbeiten an 11 Überleitstellen, 38 Weichenverbindungen, 4 Überholgleisen sowie 6 Weichen- und 4 Gleiserneuerungen sowie weitere 15 Gleiserneuerungen ohne Schwelle. Das Vorhaben umfasste auch zwei weitere Strecken in Mecklenburg-Vorpommern.
Im Dezember 2023 veröffentlichte die DB konkretere Angaben zu der Generalsanierung, die nunmehr vom 1. August 2025 bis 30. April 2026 vorgesehen war und auch die Ausrüstung mit ETCS umfassen sollte. Die Hauptbauleistungen wurden im gleichen Monat ausgeschrieben. Ende September 2024 wurde die Finanzierungsvereinbarung unterzeichnet. Im November 2024 wurden erste Aufträge vergeben. Demnach sollen nunmehr mehr als 180 km Gleise und rund 200 Weichen erneuert sowie 28 Bahnhöfe modernisiert und sechs Überleitstellen eingerichtet werden. Eine ETCS-Ausrüstung soll zunächst nur noch zwischen Hamburg-Rothenburgsort und Büchen sowie Nauen und Berlin-Spandau (in Doppelausrüstung mit „analoger […] Signaltechnik“) erfolgen. Die Ausrüstung des übrigen Abschnitts war, ohne Doppelausrüstung, in den Jahren 2030 und 2031 vorgesehen. Dies sei der „aktuellen Marktsituation“ geschuldet gewesen. Laut späteren Angaben sei über die weitere ETCS-Ausrüstung anhand der zur Verfügung stehenden Haushaltsmittel zu entscheiden. Gleichzeitig werde eine mindestens fünfjährige Baufreiheit angestrebt. Im Mai 2025 gab die DB die Vergabe der letzten Aufträge (für den Nordabschnitt) bekannt. ETCS solle nunmehr nur noch vorbereitet werden und in den frühen 2030er-Jahren in Betrieb gehen. Bahnhöfe der Strecke sollten nunmehr nur noch „mehrheitlich“ zu „Zukunftsbahnhöfen“ aufgewertet werden. Anfang 2025 war geplant, auf der Strecke 206 von 396 Weichen sowie 1400 von 2250 Stelleinheiten zu erneuern. Von 592 km Oberleitungsanlagen sollten 20 km neu gebaut und auf einer Länge von 50 km der Fahrdraht getauscht werden. Von den Brücken auf der Strecke soll eine (über den Ludwigsluster Kanal) erneuert werden. Nach Abschluss der Sanierung sollen sich die Zustandsnoten auf der Strecke Berlin–Hamburg gegenüber 2023 in vier Bereichen verbessern: bei Gleisen von 3,6 auf 1,6, bei Weichen von 4,6 auf 1,6, bei Stellwerken von 3,6 auf 2,7 sowie von Brücken von 4,9 auf 1,2. Die erwarteten Kosten, einschließlich eines nicht bezifferten Risikopuffers, lagen im April 2024 bei 2,2 Milliarden Euro. Die erwarteten Kosten sollen laut Angaben vom März 2025 inzwischen bei 2,5 Milliarden Euro liegen, obwohl auf ETCS inzwischen verzichtet werde. Inzwischen wird für die „Erneuerung Oberleitungsanlagen“ kein Wert mehr genannt.
Die DB plant, im Rahmen eines Modellprojekts, 5G-Mobilfunk einzurichten. Dafür wurden bereits im Bundeshaushalt 2019 Mittel veranschlagt. Die Strecke solle eine „Innovationsstrecke für Mobilfunkausbau“ werden. Eine Absichtserklärung zur technologieoffenen Erprobung, Entwicklung und Anwendung eines entsprechenden Versorgungskonzepts „5G am Gleis“ haben Deutsche Bahn, mehrere Mobilfunkunternehmen und der Bund am 22. Oktober 2024 unterzeichnet. Die Einrichtungen, die für die FRMCS-Versorgung errichtet würden, wolle die DB den Mobilfunkunternehmen nach der Streckensanierung auch für die technologieoffene Erprobung und Ausleuchtung der Strecke mit Mobilfunk bereitstellen. Im Rahmen des Projekts sollen 265 Masten und 30 Systemtechnik-Container (BBU-Hotels) errichtet werden. Die Infrastruktur soll sowohl durch öffentliche Mobilfunkanbieter als auch für FRMCS genutzt werden können. Die Reichweite des Funks von derartigen Masten liegt bei etwa einem Kilometer mit öffentlichem Mobilfunk (bei 3,6 GHz), etwa zwei Kilometern für FRMCS und etwa vier Kilometern für GSM-R. Inwieweit diese Maste, entsprechend einer im Oktober 2024 unterzeichneten Absichtserklärung, tatsächlich durch öffentliche Mobilfunkanbieter (mit) genutzt werden, ist offen. Ein Forschungsprojekt, um technische Lösungen für die Ausleuchtung mit öffentlichen Mobilfunk aller vier Anbieter zu finden, war Mitte 2025 im Gang. Darüber hinaus sollen 27 weitere, 15 bis 30 m hohe Masten für GSM-R entstehen. Diese seien für ETCS Level 2 erforderlich.
Im Juni 2023 kündigte die DB an, die Strecke zusätzlich bereits vom 16. August bis zum 14. Dezember 2024 zu sperren. Insbesondere im Abschnitt zwischen Wittenberge und Ludwigslust wurden 100 Weichen, drei Durchlässe und insgesamt mehr als 74 Kilometer Gleise erneuert. Diese Arbeiten hätten nicht auf die Generalsanierung ab August 2025 warten können.
Am 1. August 2025 begann im Rahmen der Generalsanierung eine erneute Vollsperrung, die bis zum 30. April 2026 vorgesehen ist. Während der Sanierung der Strecke Berlin–Hamburg werden auch eine Reihe von weiteren Strecken bzw. Streckenabschnitten gesperrt. Auf mehreren Umleitungsstrecken wird das Verkehrsangebot angepasst. Im Fernverkehr soll mit ICE ein Stundentakt mit abweichenden Halten und einer Fahrzeitverlängerung zwischen Berlin und Hamburg von 45 Minuten angeboten werden. Im Schienenersatzverkehr sind 26 Regionalverkehrslinien mit 170 Bussen vorgesehen, mit denen eine Betriebsleistung von bis zu rund 86.000 Buskilometern pro Tag erbracht werden soll. Einzelne Regionalverkehrslinien des Schienenverkehrs sollen umgeleitet werden. Fern- und Güterverkehr sollen über Stendal umgeleitet werden. Für Umleitungsverkehr, schienengebundene Logistik sowie die Bedienung verschiedener Betriebswerke und weiterer Gleisanschließer wurden die Streckenabschnitte Pritzwalk–Neustadt (Dosse) (42 km) und Neuruppin–Löwenberg (Mark) der Regio Infra Nord-Ost GmbH schon ab Anfang 2025 bis etwa Mai 2025 saniert und ausgebaut. Die erwarteten Kosten von 40 Millionen Euro wurden durch den Bund getragen.

## Technische Ausrüstung und Besonderheiten

### Zugbeeinflussung
Die Strecke ist von Streckenkilometer 16,5 (bei Berlin-Albrechtshof) bis 271,0 (bei Hamburg-Allermöhe) mit Linienförmiger Zugbeeinflussung (LZB) und auf gesamter Länge mit Punktförmiger Zugbeeinflussung (PZB) ausgerüstet. Als ortsfeste Signale bestehen von Berlin bis vor Büchen Ks-Signale, zwischen Büchen und Hamburg Hbf H/V-Signale in Kompakt-Bauweise. Im Bereich des Bahnhofs Spandau erfolgt darüber hinaus eine kurzzeitige Aufnahme in die LZB der Schnellfahrstrecke Hannover–Berlin. Die LZB der Ausbaustrecke wurde mit CIR-ELKE II (Typ LZB L72CE) ausgerüstet. Die Führerstandsignalisierung ermöglicht eine Voraussicht auf die Strecke über bis zu 10 Kilometer.

### Bahnenergieversorgung
Die Bahnenergie für die Strecke wird über Unterwerke und Umformerwerke verschiedener Bauart in die Oberleitung eingespeist. Darum muss an den drei Schutzstrecken Paulinenaue, Glöwen und Warlitz (km 53, 100 und 195) der Hauptschalter elektrischer Triebfahrzeuge kurzzeitig ausgeschaltet werden (Stand: Mai 2007). Dieser Besonderheit Rechnung tragend, wurde die LZB für das automatische Auslegen des Hauptschalters modifiziert. Im Bereich der Schutzstrecken wird für etwa eine halbe Minute die Energiezufuhr für Steckdosen und Klimaanlagen im Zug abgeschaltet; im selben Zeitraum wird bei ICE-Zügen mit „Lounge“ die durchsichtige Scheibe hinter dem Führerraum undurchsichtig.

### Fahrbahn
Zwischen Wittenberge und Dergenthin (Streckenkilometer 129,3 bis 135,4) wurde 1993 ein Testabschnitt in Fester Fahrbahn der Bauart Züblin eingebaut. 1994 folgte ein modifizierter Typ Rheda. Im Streckenabschnitt zwischen Breddin und Glöwen (Streckenkilometer 93 bis ca. 101) wurde eine Feste Fahrbahn eingerichtet. Entlang der Strecke wurden zusätzlich 13 Festbrems- und Heißläuferortungsanlagen installiert.
In einem 2,6 km langen Abschnitt (km 131,6 bis 134,3) soll nach Angaben von 2020 und 2024 die Züblin-Fahrbahn durch einen Schotteroberbau ersetzt werden. Ein nicht näher genannter Rückbau und Umbau in einen Schotteroberbau ist im 2. Halbjahr 2024 erfolgt.

### Bahnsteigsicherung

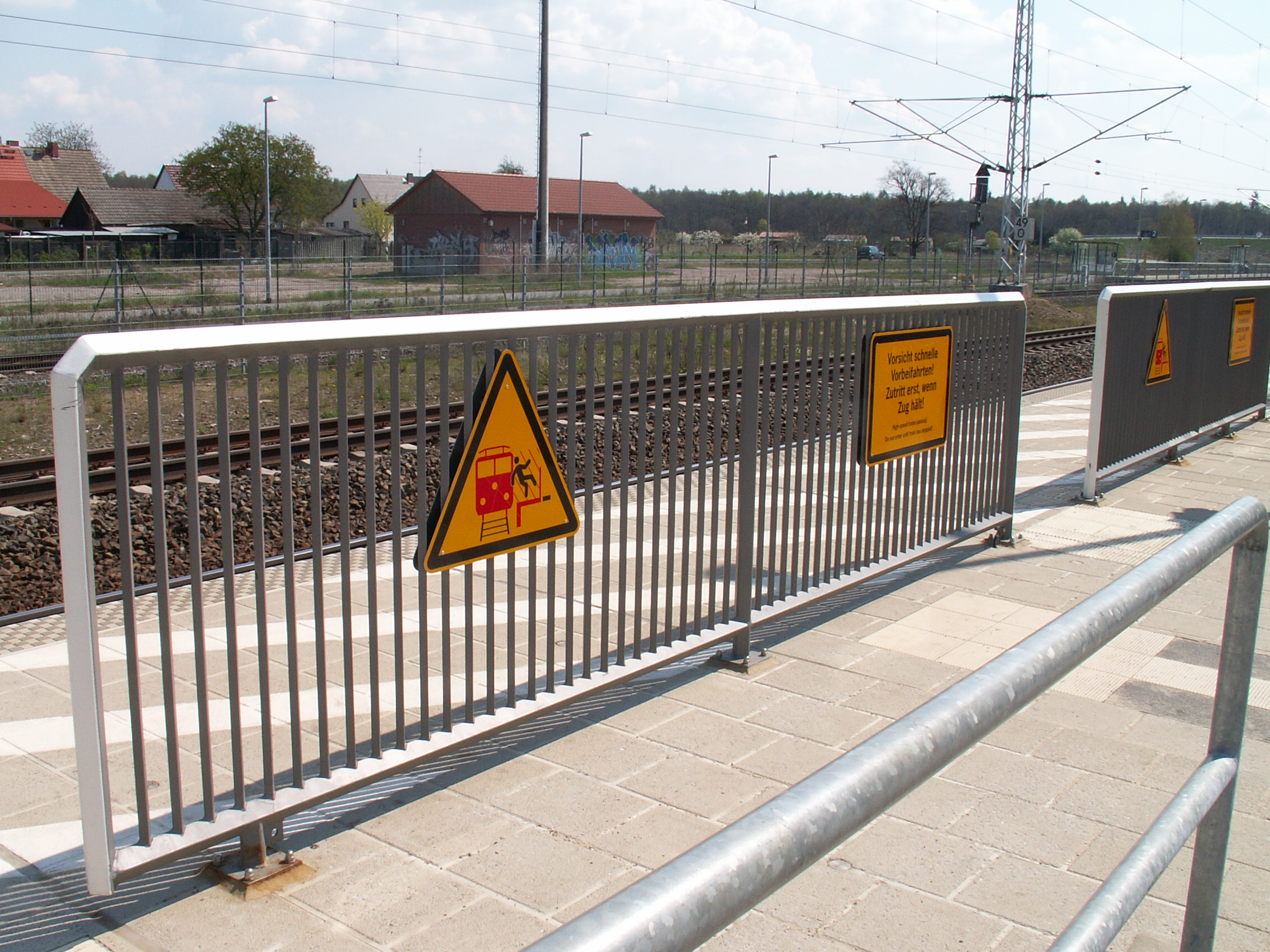
Sperrgitter am Bahnhof Paulinenaue

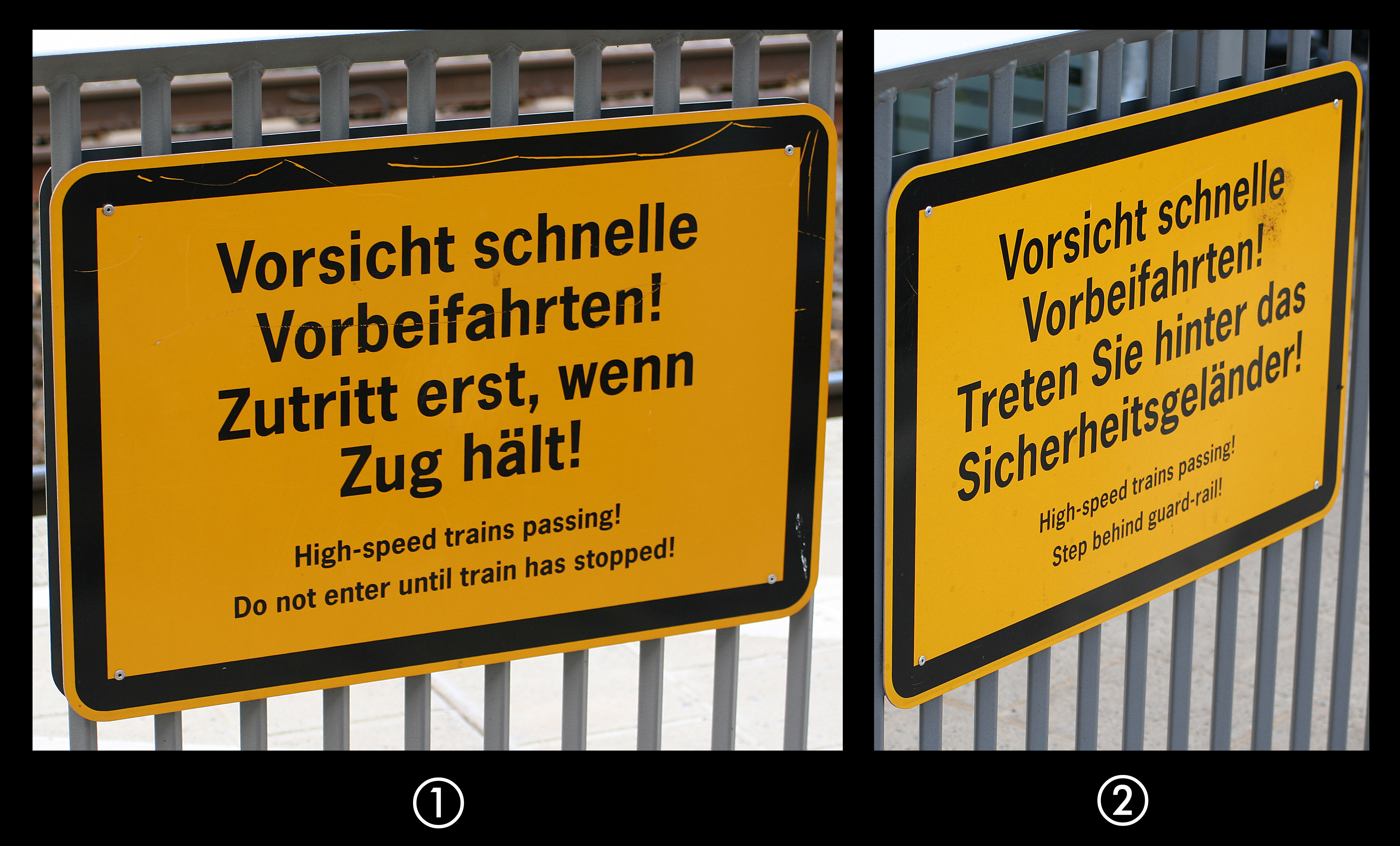
Sperrgitter am Bahnhof Paulinenaue: Schild 1 ist von der „sicheren“ Bahnsteigseite aus, Schild 2 nur vom Gefahrenbereich zwischen Bahnsteigkante und Sicherheitsgitter aus zu lesen

Die Vorbeifahrt an Bahnsteiggleisen mit der Höchstgeschwindigkeit von mehr als 200 km/h erforderte, erstmals an einer deutschen Schnellfahrstrecke, Reisendensicherungsanlagen in Form von Absperrgittern an 33 Bahnsteigen von 21 Stationen. Dabei handelt es sich um 4,80 Meter lange und 1,20 Meter hohe Gitter, zwischen denen 1,20 Meter große Durchgänge den Zugang zum Gleis ermöglichen. Zweisprachige Schilder fordern Reisende an der Bahnsteigkante auf, zurückzutreten. Auf der dem Gleis abgewandten Seite wird vor dem Betreten des Bahnsteigs, bevor der Zug zum Stehen gekommen ist, gewarnt.
Darüber hinaus sind wartende Reisende bei Zugfahrten per Lautsprecherdurchsage mittels eines automatischen Reisendenwarnsystems zuggesteuert oder in der Rückfallebene manuell durch einen Bediener ausgelöst, zu warnen:

„Achtung: Schnellfahrten. Beachten Sie die Sicherheitshinweise am Bahnsteig.“

„Achtung an Gleis 1: eine Zugfahrt.“

(Aufgezeichnet am Bahnhof Paulinenaue am 1. August 2006)
Das Eisenbahn-Bundesamt ließ für einen Versuchsbetrieb zunächst eine Ausnahme von den geltenden Vorschriften zu. Nach Novellierung der Eisenbahn-Bau- und Betriebsordnung ist eine solche Art der Reisendensicherung auf Bahnsteigen an Gleisen, die mit einer Geschwindigkeit von mehr als 200 km/h befahren werden, nunmehr in § 13 Abs. 3 EBO vorgeschrieben.

## Streckenverlauf
Der ursprüngliche Ausgangspunkt der Bahnstrecke war der Hamburger Bahnhof in Berlin-Moabit, im Berliner Urstromtal unweit der Mündung des Nordhafens in die Spree gelegen. Nach nur 37 Jahren Betriebszeit wurde er als Personenbahnhof stillgelegt und die Züge zum nahen, südwestlich davon gelegenen Lehrter Bahnhof geführt. Nachdem Mitte 1951 der letzte Zug von dem stark kriegsbeschädigten Bahnhof abgefahren war, wurden gegen Ende der 1950er-Jahre die Reste der Ruine abgerissen. In dem Bereich wurde dann zwischen 1995 und 2006 der Berliner Hauptbahnhof errichtet, wo die Bahnstrecke gegenwärtig beginnt. Nach kurzem nordwestlichem Verlauf, parallel zum östlich davon liegenden Nordhafen, umrundet die Bahnstrecke Richtung Südosten den Stephankiez, parallel zum Berlin-Spandauer Schifffahrtskanal. Kurz nach dem Bahnhof Jungfernheide wird die Spree überquert und die Strecke erreicht, südlich des Flusses verlaufend, bei Ruhleben Spandau. Nahe der Mündung der Spree in die Havel wird letztere unmittelbar vor dem Bahnhof überbrückt. Ein Stück westlich des Bahnhofs trennt sich die Bahnstrecke in spitzem Winkel von der Bahnstrecke Berlin–Lehrte, wobei sie Richtung Hamburg nun sehr geradlinig nordwestlich in das flache Havelländische Luch hinein trassiert wurde.
Bei Neustadt (Dosse) tritt die Bahnstrecke in die Landschaft der Prignitz ein, die sie bis vor Ludwigslust durchmisst. Dabei nähert sie sich bei Wittenberge kurz der Elbe, dreht dann aber nordwärts gen Karstädt, wobei nach Karstädt bis Hagenow wieder die Nordwestrichtung dominiert. Dort überspannt die Löwenkopfbrücke, eine Straßenbrücke, die Bahn. Sie ist die wohl älteste erhaltene Bahnüberführung in Deutschland. Hinter dem nur noch betrieblich genutzten Bahnhof Klein Warnow wird die Grenze zu Mecklenburg überquert und der Norden der Griesen Gegend passiert. In Grabow überquert die Strecke die Elde. Nach Hagenow strebt die Bahnstrecke wiederum westwärts der Elbe bei Boizenburg/Elbe zu, die allerdings wie bei Wittenberge, nicht tangiert bzw. überbrückt wird. Hinter dem Bahnhof Schwanheide wird die ehemalige innerdeutsche Grenze und jetzige Landesgrenze zu Schleswig-Holstein sowie der Elbe-Lübeck-Kanal überschritten. Nach Büchen verläuft die Strecke wieder Richtung Nordwesten über Schwarzenbek wird nun wieder ins nördliche Hinterland der Elbe. Westlich von Schwarzenbek durchquert die Bahntrasse den Sachsenwald, ehe – nach siebenmaliger Querung der Bille – in Bergedorf das Stadtgebiet Hamburgs erreicht ist. Von hier ab geht es in der Elbeniederung geradlinig in urbanem Raum nach Hamburg Hauptbahnhof.
Die Strecke ist Teil des Kernnetzes im Transeuropäischen Verkehrsnetz.